# Vroegmoderne tijd

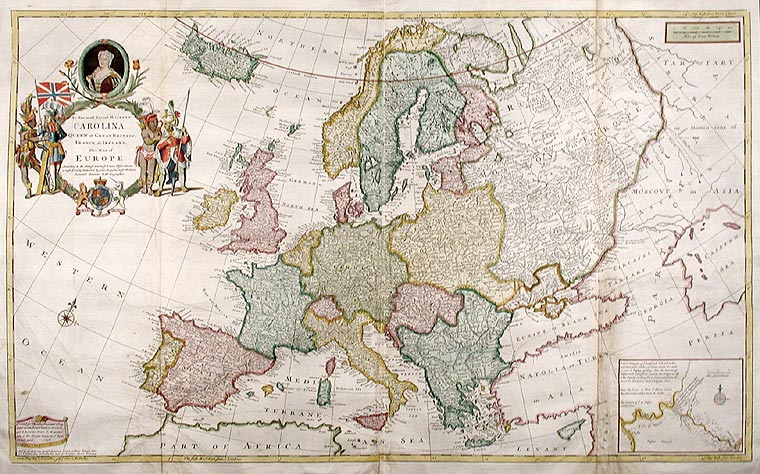
Kaart van Europa in 1708.

De vroegmoderne tijd – ook wel nieuwe tijd of ancien régime – is een periode van enkele eeuwen in de geschiedenis van Europa, volgend op de middeleeuwen. Volgens de gangbare periodisering beslaat de vroegmoderne tijd de periode van eind vijftiende tot einde achttiende eeuw, en wordt ze gevolgd door de moderne tijd. De naam nieuwe tijd wordt ook wel gebruikt voor de vroegmoderne en moderne tijd samen. 
Belangrijke elementen in de overgang van middeleeuwen naar vroegmoderne tijd, waren het onder invloed van het humanisme veranderende mensbeeld, en de ontwikkeling van de boekdrukkunst door Johannes Gutenberg. Historisch en politiek markante cesuren waren de val van Constantinopel in 1453, de ontdekking van Amerika door Christoffel Columbus in 1492, het einde van de reconquista in hetzelfde jaar en het begin van de reformatie in 1517.
Het was ook het tijdperk waarin de Europese kolonisatie begon en de protestantse Reformatie plaatsvond, die de Europese godsdienstoorlogen tot gevolg had. In de meeste Europese staten won het centraal gezag aan betekenis; enkele landen ontwikkelden zich tot nationale staten. Ten gevolge van de ontdekking van Amerika ontwikkelden de economieën rond de kusten van de Atlantische oceaan zich in een snel tempo. Het economisch en politiek belang van Europa nam in die periode sterk toe, terwijl andere beschavingen in hun voortbestaan bedreigd werden. Een uitzondering daarop was het Chinese keizerrijk, dat onder de Ming- en de Qing-dynastie een bloeiperiode doormaakte.
Tijdens de vroegmoderne tijd begonnen twee maatschappelijke 'revoluties'. Van groot belang was de wetenschappelijke revolutie. De industriële revolutie in Engeland was "zonder enige twijfel een van de belangrijkste cesuren in de wereldgeschiedenis". Deze begon in de tweede helft van de achttiende eeuw.

## Periodisering
Volgens de traditionele indeling wordt de Europese geschiedenis in drie perioden onderverdeeld: Grieks-Romeinse oudheid, middeleeuwen en Nieuwe Tijd. Volgens deze afspraak vormen de vroegmoderne en de Moderne Tijd samen de 'Nieuwe Tijd'. Afhankelijk van de wijze van periodisering duurt de Nieuwe Tijd tot vandaag de dag, of wordt hij opgevolgd door de Moderne Tijd, die soms 'Nieuwste Tijd' genoemd wordt.
Er is onder historici geen overeenstemming over begin- en eindpunt van de vroegmoderne tijd. De renaissance – vanaf de veertiende en vooral vijftiende eeuw, maar doorlopend tot diep in de zestiende – kan beschouwd worden als een overgangsperiode van middeleeuwen naar Nieuwe Tijd.
De meeste historici laten de vroegmoderne tijd kort voor 1500 beginnen. Jaartallen die dikwijls als beginpunt worden genomen zijn 1453, het jaar waarin de Ottomanen Istanboel (Constantinopel) veroverden, 1492, het jaar van de ontdekking van Amerika door Columbus, en 1517, toen Luther zijn stellingen publiceerde en daarmee de reformatie inluidde. Ook van belang in deze overgangsperiode waren de Italiaanse Oorlogen (1494-1559), waardoor de machtsverhoudingen in de internationale politiek veranderden: samen met andere ontwikkelingen leidden ze tot de opkomst van de Habsburgers.
Ten gevolge van de ontdekkingsreizen werd de hele wereld in deze periode voor het eerst in kaart gebracht. Als gevolg hiervan en vooral door nieuwe contacten tussen de continenten is het begrip 'Nieuwe Tijd' ook zinvol bij de beschrijving van de geschiedenis van niet-Europese volkeren en culturen. Men laat gewoonlijk de Nieuwe Tijd in een gebied beginnen als de eerste Europeanen er arriveren. Vooral bij de geschiedenis van het Amerikaanse continent staat deze periode ook wel bekend als de koloniale tijd, terwijl de geschiedenis ervóór precolumbiaans heet.
Lange tijd lieten historici de Moderne Tijd, die dus òf beschouwd wordt als een daaropvolgende periode, òf als een onderdeel van de Nieuwe Tijd, beginnen rond 1800, kort na het uitbreken van de Franse Revolutie (1789), of in 1815, het jaar van het Wener Congres. Het is echter gebruikelijk om een groot deel van de negentiende eeuw nog als vroegmodern te beschouwen, omdat de industrialisatie in Europa als een wezenlijk kenmerk van de Moderne Tijd wordt opgevat en pas geleidelijk vanuit Groot-Brittannië en België in andere delen van Europa doordrong. De term 'vroegmodern' heeft dan ook vooral betrekking op de westerse wereld en op Europa in het bijzonder, evenals 'middeleeuwen' en 'renaissance'.

## Het einde van de Middeleeuwen

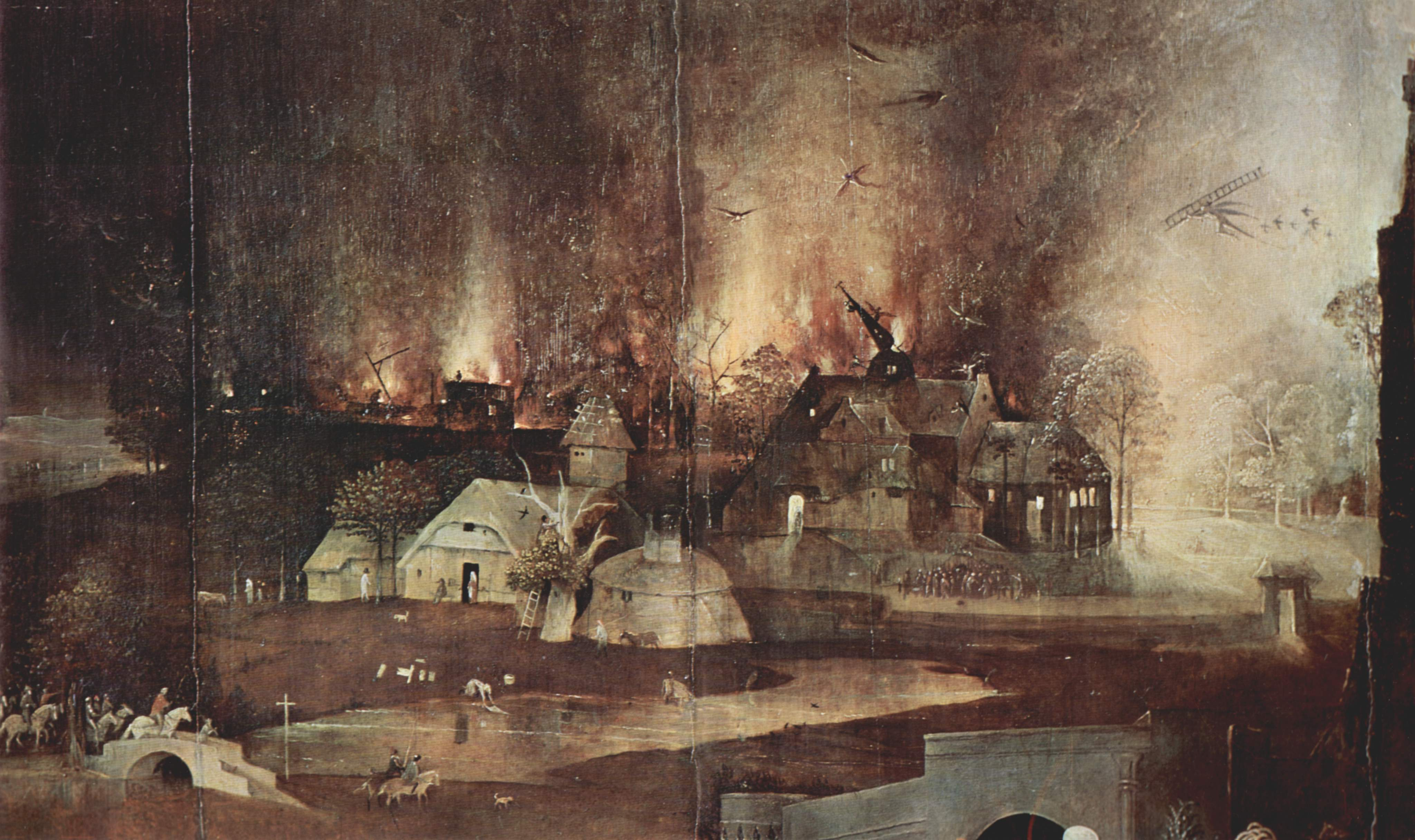
Jeroen Bosch: "De verzoeking van de Heilige Antonius" (detail), Museu Nacional de Arte Antiga, Lissabon. Beeld van een maatschappij in crisis.

De vroegmoderne tijd werd ingeleid door een reeks van crises die de middeleeuwse maatschappij op haar grondvesten deed schudden. Vooral de veertiende eeuw was een periode van crisis. Europa werd getroffen door verschillende rampen: de hongersnood van 1315-1317, boerenopstanden en de Zwarte Dood van 1347 tot 1351.

Deze pestepidemie was vermoedelijk de ergste ramp die Europa ooit getroffen heeft. Hoewel het uiteraard onmogelijk is om het aantal slachtoffers te bepalen, zijn de meeste historici van mening dat binnen enkele jaren meer dan een derde van de bevolking omkwam ten gevolge van besmetting met de pestbacterie, Yersinia pestis. Hele dorpen raakten ontvolkt, hoewel de pest dikwijls nog meer slachtoffers maakte in de overbevolkte steden. Plaatselijk bleef het koren op de velden staan, omdat er geen overlevenden waren om de oogst binnen te halen.

Handel en transport raakten ontwricht; het hele economische leven werd ernstig verstoord. Lonen en prijzen ondergingen sterke fluctuaties met een grillig verloop; plaatselijk bereikten ze extreme waarden. Door de massale sterfte werden arbeidskrachten schaars en duur; tezelfdertijd zagen door de dood van werkgevers vele armen zich gedwongen landloper of bedelaar te worden. Overheden streefden loon- en prijsbeheersing na. Traditionele grootgrondbezitters zagen hun inkomsten slinken.

Nadien keerde de pest met enige regelmaat terug, onder andere in 1361-1362, 1369 en 1400-1402. Bij deze nieuwe epidemieën kwam steeds zo’n 10 tot 20 procent van de Europese bevolking om. Ook na 1402 bleef de pest terugkomen en dit duurde tot in de achttiende eeuw. Deze nieuwere epidemieën bleven meestal wel beperkt tot bepaalde regio’s en maakten daardoor minder slachtoffers.

Behalve de pest waren er nog enkele andere epidemische ziektes die veelal een dodelijke afloop hadden. Berucht waren buiktyfus, difterie, dysenterie, malaria en influenza.
In de dertiende eeuw hadden de Kerk en het pausdom het hoogtepunt van hun macht bereikt. De Kerk was een gecentraliseerd politiek instituut geworden; zij leek in de ogen van velen vooral de belangen van de clerus te behartigen en haar eigenlijke taak, de zielzorg, te verwaarlozen.

De koningen van de hoge middeleeuwen hadden geprobeerd een centraal gezag te vestigen en waren daar tot op zekere hoogte in geslaagd. De overheid was een groter aantal taken gaan vervullen. Dat kostte geld; de inkomsten uit de eigen domeinen van een vorst waren niet langer toereikend. Veel koningen introduceerden daarom nieuwe belastingen en streefden ernaar ook de adel en de steden te laten meebetalen. Rond 1300 probeerden de koningen van Frankrijk en Engeland, Filips de Schone en Edward I, ook aan de geestelijkheid, die veel land bezat maar in de regel geen belasting betaalde, belastingen op te leggen. Hierdoor kwamen zij in conflict met paus Bonifatius VIII.

Bonifatius VIII verbood iedere belasting van de clerus. In 1302 vaardigde hij de bul Unam Sanctam uit, vermoedelijk de meest extreme van alle pauselijke bullen, waarin de paus het hoogste gezag in kerkelijke en wereldlijke zaken opeiste. Het deed de zaak van de paus geen goed, want Franse soldaten probeerden hem te ontvoeren. Dat mislukte, maar Bonifatius overleed korte tijd later. Onder druk van Frankrijk werd daarop een Fransgezinde paus gekozen, die zich te Avignon vestigde. Hoewel deze stad destijds niet in Frankrijk lag, – de Rhône was een Franse grensrivier – stonden de pausen tijdens de hiernavolgende, zogenaamde ‘Babylonische ballingschap’ (1309-1377) sterk onder Franse invloed. Gezag en aanzien van pausdom en Kerk kregen hierdoor een gevoelige klap.

### Oorlog en conflict
In West-Europa werd de politiek gedurende de veertiende en vijftiende eeuw gedomineerd door een langdurig conflict tussen Engeland en Frankrijk. In 1337 begon de honderdjarige oorlog tussen die twee landen. Bijna alle oorlogshandelingen vonden op Frans grondgebied plaats. De oorlog had ook trekken van een Franse burgeroorlog. Het Engelse koningshuis stamde af van Franse adel; Frans was de dominante taal aan het Engelse hof. Edward III en zijn nakomelingen waren verwant aan de Franse Valois. Als hertog van Guyenne regeerden zij over uitgestrekte lenen in het zuidwesten van Frankrijk.

Grote delen van Frankrijk werden verwoest. De Engelsen wonnen bijna alle grote veldslagen; mede door hun longbow slaagde hun leger van professionele soldaten er keer op keer in de Franse ridderlegers te verslaan. De Engelse koningen deden een serieuze poging om heel Frankrijk te veroveren. Dankzij het heldhaftige optreden van Jeanne d'Arc keerde het tij uiteindelijk ten gunste van Frankrijk. Wel werd Jeanne zelf gevangen genomen door de Bourgondische bondgenoten van de Engelsen; in 1431 werd zij verbrand vanwege ketterij en het dragen van mannenkleren. Zowel in Frankrijk als in Engeland werd een periode van nederlagen op het slagveld gevolgd door een gezagscrisis van de monarchie.

Aan het eind van de oorlog (1453) bleef Calais als enige Franse stad Engels bezit. Een eeuw later zou ook die verloren gaan. De Honderdjarige Oorlog heeft in hoge mate bijgedragen aan het ontstaan van een Frans en een Engels nationaal bewustzijn. Op termijn kwam de Franse monarchie versterkt uit het conflict tevoorschijn. Een nieuwe speler op het politieke toneel was het Bourgondische rijk, dat ontstond in het grensgebied tussen Frankrijk en het Duitse rijk.
Terwijl gedurende de hoge middeleeuwen het centraal gezag in de meeste Europese landen was versterkt, zette zich gedurende de late middeleeuwen een tegengestelde ontwikkeling in. In economisch en demografisch opzicht verliep de vijftiende eeuw gunstiger dan de veertiende; de politieke onrust en ordeloosheid namen echter in de meeste landen verder toe. De meeste vorsten verkeerden in voortdurende geldnood. Om belasting te heffen moesten zij onderhandelen met de standenvergadering – vaak parlement genoemd – en aan de eisen van geestelijkheid, adel en burgerij tegemoetkomen. 

In de veertiende eeuw hadden opstandige baronnen in Engeland tweemaal de afzetting van hun koning bewerkstelligd, met instemming van het Parlement van Engeland. In 1327 werd Edward II afgezet, in 1399 Richard II. Een dergelijke gebeurtenis was zonder precedent in de Engelse geschiedenis. Na de afzetting van koning Richard vormden zich adellijke facties die elkaar met geweld bestreden. De aristocratie vormde haar eigen legers en gebruikte die om rechters, jury's en zelfs het Parlement te intimideren. Het conflict binnen de aristocratie bereikte zijn hoogtepunt gedurende de Rozenoorlogen (1455-1485).

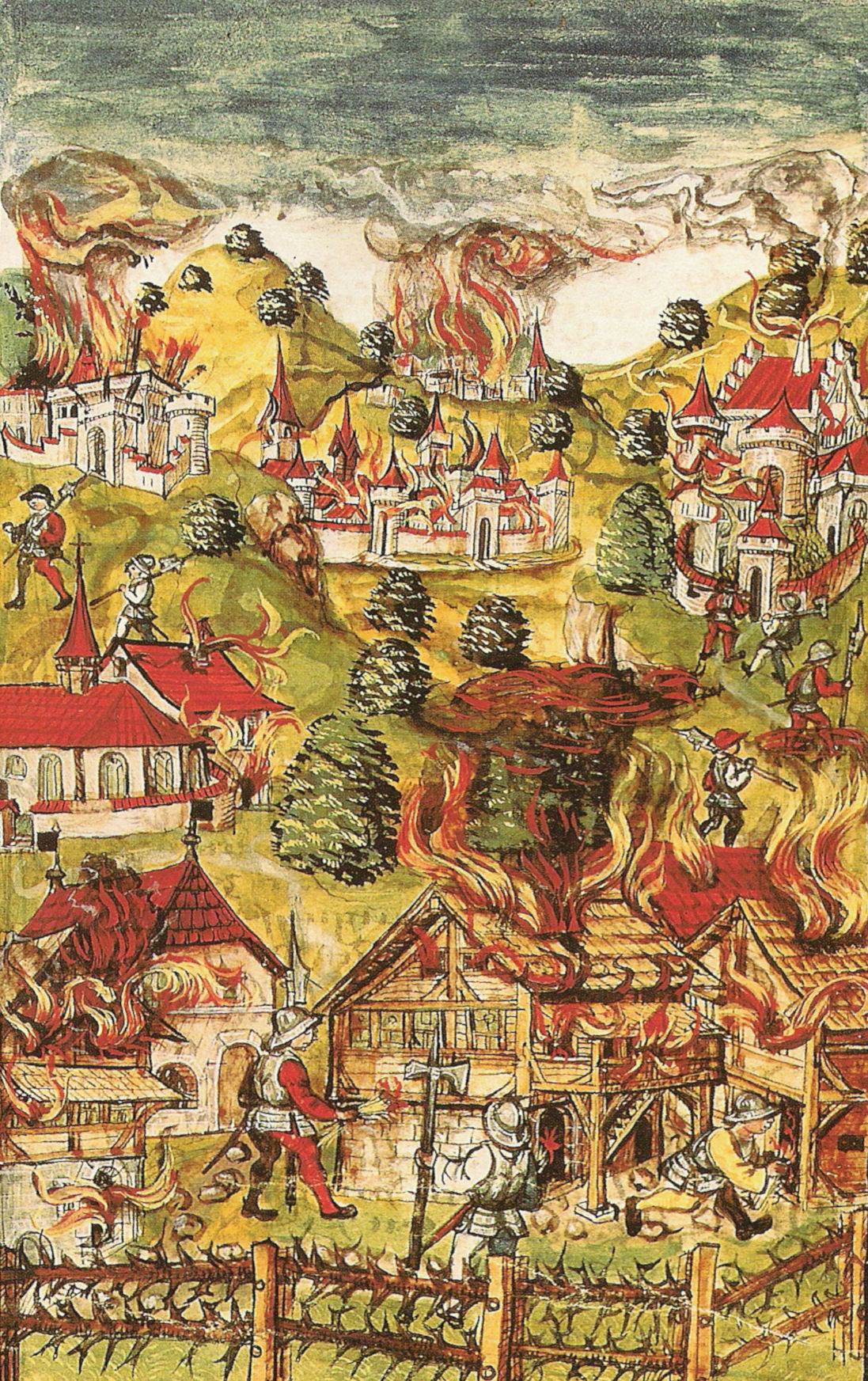
Miniatuur uit de Luzerner Schilling, een beeldkroniek, geschreven door Diebold Schilling. Zwitserse soldaten plunderen Le Vaud.
Oorlog en geweld waren in het vroegmoderne Europa een bijna endemisch verschijnsel.

In Oost-Europa maakten de Mongolen sinds 1240 de dienst uit. Op de Balkan veroverde het Ottomaanse Rijk in een gestage opmars de laatste resten van het Byzantijnse Rijk. In 1389 werden de Serven in de slag op het Merelveld bij Kosovo verpletterend verslagen. Constantinopel viel in 1453. Daarmee kwamen verreweg de meeste Grieks-orthodoxe christenen onder de heerschappij van de Turken, die tamelijk fanatieke aanhangers waren van de islam. Europa is in deze periode wel vergeleken met een belegerde veste.
Uniek aan Europa was het bestaan van een groot aantal territoriale staten. Wel was de tendens waarneembaar van een vermindering van het aantal feitelijk zelfstandige politieke eenheden. Vorsten streefden er voortdurend naar om door huwelijk en erfopvolging, dan wel door geweld hun territorium te vergroten. Veelvuldig werd de strategie van het zogenaamde dubbelhuwelijk toegepast, waarbij tegelijkertijd een prins en een prinses, broer en zus, huwden met twee partners uit een andere dynastie. Een voorbeeld hiervan is het dubbelhuwelijk van 1385, waarbij de huizen Beieren en Bourgondië zich met elkaar verbonden. Behalve de politiek van de vorsten speelden ook sociale en economische factoren een rol. De laatmiddeleeuwse maatschappij was sociaal sterk gedifferentieerd. Adel en steden, handel en industrie hadden veelal tegengestelde belangen. Verder was er sprake van schaalvergroting: oorlogen richtten meer schade aan en maakten meer slachtoffers.

Het statensysteem zoals dat ontstond was door niemand gewild, maar was het resultaat van voortdurende conflicten en tegenstrijdige ambities. Oorlogen hadden dikwijls heel andere gevolgen dan wat de aanvallers voor ogen stond.

In deze periode ontstonden in West-Europa de eerste nationale staten, die zichzelf als volledig soeverein beschouwden en daar ook naar handelden. Dergelijke nationale monarchieën breidden hun macht uit ten koste van de macht van feodale heren en de Kerk; gedurende de hoge middeleeuwen was de paus meermalen als een soort rechter over de heersers opgetreden. In deze eeuwen werd een begin gemaakt met de opbouw van een ambtelijke hiërarchie. Zowel de vorsten als de adel werden in hun handelen beperkt door wetten en instellingen. Persoonlijke banden speelden weliswaar nog steeds een belangrijke rol, maar waren niet langer de enige manier waarop gezag werd uitgeoefend.
Er bestonden grote verschillen tussen de Europese staten wat betreft omvang, bestuursvorm en politieke structuur. Blockmans en Hoppenbrouwers onderscheiden de volgende typen staten:
- vrije boerengemeenten in federatief verband (bijvoorbeeld Oost-Friesland)
- autonome steden met hun agrarisch achterland (bijvoorbeeld Neurenberg)
- heerlijkheden (bijvoorbeeld Mechelen)
- federaties van autonome steden (bijvoorbeeld Helvetische confederatie)
- verbonden van steden (bijvoorbeeld Duitse Hanze)
- regionale staten gedomineerd door één metropool (bijvoorbeeld Venetië)
- kerkelijke vorstendommen (bijvoorbeeld Utrecht)
- wereldlijke territoriale vorstendommen (bijvoorbeeld hertogdom Bretagne)
- personele unies van territoriale vorstendommen (bijvoorbeeld Henegouwen, Holland en Zeeland onder het Beierse Huis)
- koninkrijken (bijvoorbeeld Portugal)
- personele unies van koninkrijken en/of territoriale vorstendommen (bijvoorbeeld Engeland-Wales-Ierland)
- keizerrijken (bijvoorbeeld Heilige Roomse Rijk)

## De 'lange zestiende eeuw'

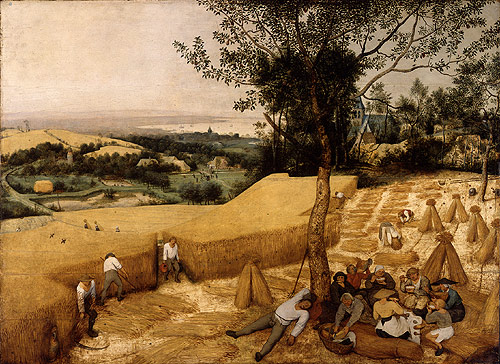
Pieter Bruegel de Oude: De oogst (augustus, september), olieverf op hout, Metropolitan Museum of Art, New York.
Ondanks de economische expansie bleef de agrarische sector – de oogst in het bijzonder – gedurende de gehele Vroegmoderne Tijd verreweg het belangrijkst. Het ritme der seizoenen dicteerde het dagelijks leven.

De historicus Fernand Braudel introduceerde een nieuwe cesuur als startpunt van het vroegmoderne Europa. Hij koos, op basis van de prijsstijgingen vanaf 1450, dat jaartal als begin van wat hij de 'lange zestiende eeuw' noemde: in de halve eeuw vóór het jaar 1500 was ook al een langzame prijsstijging, van zo’n 50%, te zien geweest. Braudel laat deze 'lange zestiende eeuw' doorlopen tot 1650. “Dat was in vrijwel heel Europa een tijd van groei, expansie en innovatie.” Deze wijze van periodiseren berust hoofdzakelijk op de eenheid van de ontwikkeling van de economie.
De belangrijkste ontwikkelingen op economisch terrein gedurende deze periode waren de volgende:
- het ontstaan van nieuwe handelsroutes in het Atlantisch gebied
- een toename van de bevolking in Europa
- een stijging van de prijzen gedurende een lange periode. De vroegmoderne tijd was, evenals de voorafgaande middeleeuwen, een standenmaatschappij. Op het platteland werd deze gevormd door de adel en de boerenstand, waartoe wereldwijd het grootste deel van de bevolking behoorde. Verder onderscheidt men een aantal typen middenklasse, en in de steden een stadsproletariaat.

De groepen die agrarische producten verkochten, profiteerden van de prijsrevolutie.
Hoewel er een tendens waarneembaar was van vermindering van het aantal Europese staten, bleef het aantal territoriale staten groot; de verschillen in macht en invloed namen zelfs toe door de vorming van enkele imperia. De Europese staten voerden met enige regelmaat oorlog. De onderdanen werden gedwongen deze te bekostigen. Naarmate de bureaucratie van de staten in omvang toenam, verminderde de efficiëntie ervan. Degenen die er het meest van profiteerden waren van belasting vrijgestelde groepen die de meeste hoge ambten bekleedden.
Gedurende de zestiende eeuw was Spanje, dat geregeerd werd door de Habsburgers, de dominante macht in Europa. De macht van de Habsburgers bereikte haar hoogtepunt onder de vorsten Karel I (1516-1556), die ook als Karel V keizer was, en zijn zoon Filips II (1556-1598).
Frankrijk en het Ottomaanse Rijk waren de belangrijkste tegenspelers van Spanje. De Turken hielden na 1450 regelmatig veldtochten op de Balkan. Ook in het Middellandse Zeegebied stonden Spanje en het Osmaanse rijk tegenover elkaar.
Omwille van de overzichtelijkheid is ervoor gekozen om de 'lange zestiende eeuw' in twee kortere perioden onder te verdelen:
- Renaissance, reformatie en ontdekkingsreizen (~1450 - ~1560)
- Tijdperk der godsdienstoorlogen (~1560 - ~1650)

### Prijsrevolutie
Gedurende de 'lange zestiende eeuw' stegen overal in Europa de prijzen. Dit fenomeen wordt de 'prijsrevolutie' genoemd. Het was een heel geleidelijke ontwikkeling, die dus duidelijk verschilde van de inflatie van onze tijd.
De belangrijkste oorzaak van de 'prijsrevolutie' was een toename van de bevolking. Doordat er meer monden gevoed moesten worden, steeg de vraag naar agrarische producten. Daardoor stegen de prijzen van voedsel. In Engeland verviervoudigden zich de prijzen van voedsel gedurende de zestiende eeuw. Ook muntdepreciatie droeg bij aan de heersende trend van geldontwaarding (inflatie), evenals de import van goud en zilver uit Amerika. De lonen stegen weliswaar ook, maar aanzienlijk minder snel. Dientengevolge daalde op termijn de levensstandaard van zowel mannen als vrouwen in loondienst.

## Renaissance, Reformatie en ontdekkingsreizen

### Ontdekkingsreizen en koloniale expansie

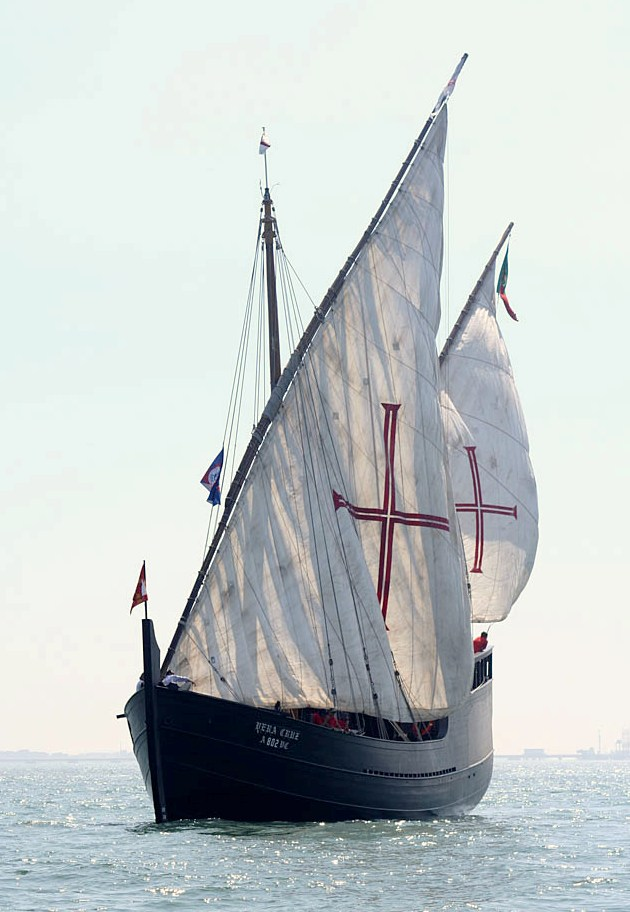
Een caravela latina, niet te verwarren met een karveel. Dit naar onze maatstaven kleine scheepstype speelde een belangrijke rol tijdens de beginfase van de Europese expansie.

Vanaf 1415 begonnen de Portugezen de kust van Marokko te verkennen. Dit wordt gezien als het begin van het tijdperk van de grote ontdekkingen. De Portugezen begaven zich hiermee in het kielzog van eerdere overzeese verkenningstochten, door de Italiaanse stadstaten. In 1488 bereikte Bartolomeus Diaz Kaap de Goede Hoop. In 1500 ontdekte Pedro Álvares Cabral Brazilië en in 1503 werd Cochin, aan de Indiase westkust, de eerste Portugese en dus Europese kolonie in Azië. Het monopolie van het Ottomaanse Rijk op de doorvoer van Azië naar Europa was daarmee gebroken.
Nog grotere gevolgen had de ontdekking van Amerika door de Spanjaarden. Tot dan toe had de Atlantische Oceaan gefunctioneerd als de onoverschrijdbare westgrens van de Europese wereld. Dit veranderde dramatisch. Voor de bewoners van Europa ging letterlijk een Nieuwe Wereld open.

Daarentegen was de gebeurtenis een catastrofe voor de indianen. Door de Europese kolonisten meegebrachte epidemische ziekten, waaronder de pokken, veroorzaakten massale sterfte. Eeuwenoude culturen raakten ontwricht, talen verdwenen. 1492 geldt dan ook terecht als een mijlpaal in de menselijke geschiedenis.

De Spanjaarden veroverden een nog groter koloniaal rijk dan de Portugezen, de zogenaamde conquista. De religie van de Azteken werd met wortel en tak uitgeroeid. De Azteken hadden de gewoonte om krijgsgevangenen massaal aan hun goden te offeren; dit werd als zeer schokkend ervaren. De Spanjaarden en de Portugezen spanden zich meer dan de latere Engelse en Nederlandse ontdekkingsreizigers in om het christendom wereldwijd te verbreiden.
De verhouding tussen Europa en de rest van de wereld veranderde ingrijpend ten gevolge van de ontdekkingsreizen. Lange tijd had Europa aan de periferie van de ‘beschaafde wereld’ gelegen. In veel opzichten waren de islamitische wereld en China verder ontwikkeld. Vanaf de zestiende eeuw fungeerde Europa meer en meer als economisch en politiek centrum, waaraan de rest van de wereld ondergeschikt was. Die ontwikkeling bereikte haar hoogtepunt gedurende de negentiende eeuw. Pas in de twintigste eeuw zou aan de dominante positie van Europa een einde komen. 

De gevolgen van de ontdekkingsreizen en het proces van kolonisatie waren groot. Voortaan beïnvloedde de Europese beschaving de ontwikkelingen in vrijwel alle delen van de wereld. Aan de beschavingen in de Nieuwe Wereld kwam tamelijk abrupt een eind. Omgekeerd werd Europa op allerlei manieren beïnvloed door de niet-Europese beschavingen. Tot dan toe onbekende gewassen, ziekten en producten bereikten Europa. Ook in intellectueel opzicht werd Europa verregaand door de ontwikkelingen uitgedaagd. De wereld overzee werkte voor ontwikkelde Europeanen als een soort spiegel. Eeuwenoude zekerheden werden ter discussie gesteld.

### Katholieken en protestanten
Tot aan het begin van de vroegmoderne tijd vormde Europa, met uitzondering van het orthodoxe oosten in religieus opzicht één grote gemeenschap, verenigd binnen de Katholieke (=algemene) Kerk. Gedurende de middeleeuwen waren er weliswaar sekten en bewegingen zoals de hussieten die (vermeende) misstanden binnen de verwereldlijkte Katholieke Kerk bestreden, maar hun macht werd nooit groot genoeg om te kunnen spreken van een serieuze aantasting van de eenheid van de westelijke christelijke wereld. Dat de grote 16e-eeuwse hervormingsbeweging wel leidde tot een blijvende scheuring van het westerse christendom werd enerzijds in de hand gewerkt door de innerlijke verzwakking van de Kerk, en hangt anderzijds samen met enkele belangrijke politieke, sociale en culturele ontwikkelingen:
- het gezagsverlies van de twee supranationale machten, keizer en paus, die aanspraak maakten op het leiderschap van de als ondeelbaar beschouwde christelijke wereld.[9]
- de opkomst van de nationale staten en van vorsten die hun gezag trachtten uit te breiden over hun hele rijk, inclusief de bezittingen van de Kerk. In een aantal Duitse staten, Engeland en Scandinavië namen de vorsten zelf het initiatief tot kerkhervorming.[9]
- de uitvinding van de boekdrukkunst, waardoor de geletterdheid toenam en grote groepen leken toegang kregen tot de geletterde cultuur, die tot dan praktisch was voorbehouden aan de geestelijkheid.
- de impulsen van de renaissance, het ontstaan van een opener en meer op de wereld gerichte maatschappij waarin groter belang werd gehecht aan het zelfstandig denken en de ontplooiing van het individu. Humanisten die oude teksten kritisch bestudeerden hadden ook veel invloed op idealen van opvoeding en onderwijs: zo gaven zij de aanzet tot de studie van de Griekse en Hebreeuwse grondtekst van de Bijbel[10] en de vertaling van de Bijbel in de volkstalen.

De Katholieke Kerk en de Duitse keizer slaagden er ondanks hun machtsapparaat niet in om de reformatie de kop in te drukken; daarbij speelden verschillende factoren een rol:
- de opkomst van de drukpers maakte snelle verspreiding van de denkbeelden van de reformatie mogelijk. Lutherse ketterse stellingen en die van andere hervormers bereikten zo een veel breder publiek dan mogelijk was geweest in de middeleeuwen. Het resultaat was dat de keizer en de paus met een veel grotere groep afvalligen te maken kregen.
- maatregelen tegen ketterij zoals de pauselijke ban en het uitvaardigen van plakkaten hadden weinig effect, omdat de verschillende keurvorsten en steden uit eigenbelang (het behoud van autonomie) weigerden deze uit te voeren en zelfs overgingen tot secularisatie van kerkelijke goederen.
- de machteloosheid van de Katholieke Kerk werd nog versterkt door interne spanningen. Zo geraakten de paus en de keizer het niet eens over de te voeren politiek tegen de protestanten.
- ook de keizer had macht moeten inleveren. Hij beschikte over onvoldoende financiële middelen en was niet in staat om krachtig op te treden: de strijd tegen de Turken en Frankrijk noodzaakte hem om een beroep te doen op de Duitse vorsten. Daardoor was hij wel verplicht om op religieus gebied compromissen te sluiten.

Ten gevolge van de reformatie en de daaropvolgende godsdienstoorlogen kwam er een eind aan de religieuze eenheid van westelijk Europa, het definitieve einde van het ideaal van de res publica christiana, de christelijke staat waarin keizer en paus samenwerkten. Hoewel dit met de banale revolutie en de Investituurstrijd tussen keizer en paus al langer onder druk stond, maakte het einde van de geloofseenheid in Europa de weg vrij voor de soevereine staat en het nationalisme. Voortaan was dit deel van het continent verdeeld in een protestants noorden en een katholiek zuiden. Deze tweedeling uitte zich in allerlei aspecten van het maatschappelijk leven. Terwijl de katholieken gebruik maakten van alle middelen, beeld, kleur en geluid, om God te eren, streefden de protestanten naar soberheid en benadrukten zij het belang van het verstand. Dit leidde vooralsnog niet tot een vermindering van de angsten die de belevingswereld van de meeste gelovigen bepaalden: tot 1650 was het geloof in hekserij bij zowel protestanten als katholieken gemeengoed.

In protestantse landen verminderde de politieke invloed van geestelijken aanzienlijk. Tegelijkertijd nam de geleerdheid van protestantse geestelijken toe; in de meeste landen was het volgen van een universitaire studie theologie voorwaarde om predikant te worden.
Van vrijheid van godsdienst was geen sprake, van tolerantie nauwelijks. In de regel gold het beginsel cuius regio, eius religio (“wiens gebied, diens gebed”): de vorst bepaalde de godsdienst, de onderdanen werden geacht hem te volgen. Slechts hier en daar werd vrijheid van geweten bepleit.

Desondanks ontstond er enige ruimte voor afwijkende religieuze opvattingen. Vervolgde minderheden konden uitwijken naar een ander land. Op termijn hadden de vervolgingen en discriminerende maatregelen tot gevolg dat vrijwel iedereen in een land dezelfde geloofsrichting aanhing. Aan het eind van de zeventiende eeuw was nog slechts zo’n 3% van de Engelse bevolking katholiek. De minderheid van hugenoten in Frankrijk bleef iets groter; deze slonk tot ruim 5%.
Katholieken (zie ook het ultramontanisme) en calvinisten bleven internationale contacten onderhouden. De lutheranen in Duitsland en Scandinavië waren daarentegen geneigd zich te isoleren en de wereld buiten de eigen geloofsgemeenschap met wantrouwen te benaderen. In de drie Scandinavische landen ontstond een lutheraanse staatskerk.

### Kunst

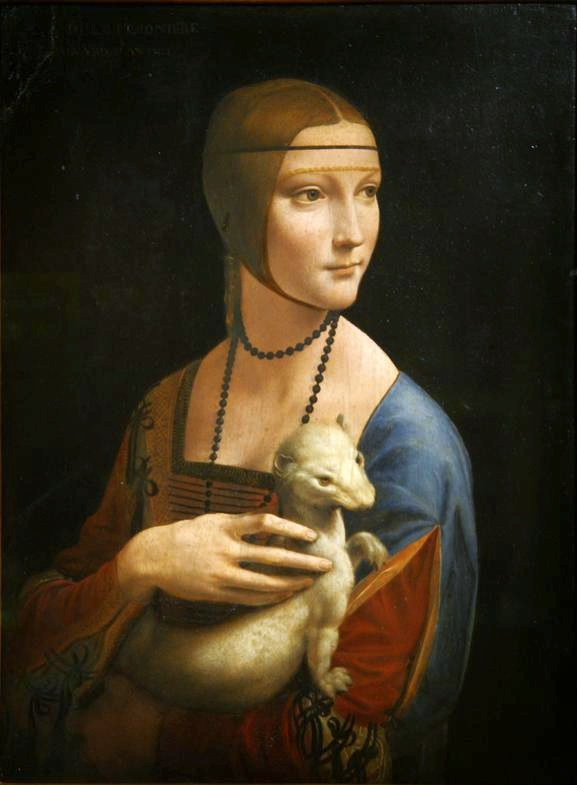
Leonardo da Vinci, "De dame met de hermelijn", Czartoryski-museum, Krakau.

De ontdekking en verovering van de Nieuwe Wereld, met andere mensen en dieren, sprak sterk tot de verbeelding en inspireerde ook kunstenaars, onder wie Jan Mostaert († 1555). De indianen worden doorgaans als verward en hulpeloos afgebeeld.
Traditiegetrouw laat men de nieuwe tijd beginnen met de renaissance in Italië. In de periode van de renaissancekunst waren veel kunstschilders actief. Door de concentratie van economische macht in de handen van de stedelijke elite, had deze genoeg middelen om zich realistisch te laten portretteren; deze schilderijen waren zeer kostbaar, omdat ze zeer arbeidsintensief waren.
Vooral in Italië was dit een periode van artistieke hoogtepunten, met technische inventiviteit; de olieverftechniek werd verder verfijnd. Houtsnede en kopergravure waren veelgebruikte, nieuwe technieken; nieuw waren ook de boekdrukkunst en het wiskundig en esthetisch uitwerken van het lineair perspectief.
In de Lage Landen begonnen kunstenaars steeds meer het dagelijks leven uit te beelden. Kenmerkend voor de renaissance was een opkomend individualisme, wat onder meer blijkt uit de nieuwe gewoonte om kunstwerken te signeren. In de middeleeuwen vond men dat de kunstenaar het werk maakte ter ere van God en niet voor zijn eigen roem.
In de beeldhouwkunst werden innovaties toegepast, zoals de portretbuste en het ruiterstandbeeld, die rechtstreeks werden ontleend aan de klassieke oudheid. Bekend zijn Donatello, Michelangelo en Leonardo da Vinci.
Gebouwen uit vroegere eeuwen moesten verdwijnen: in Rome moest Constantijns hoofdkerk boven Petrus’ graf plaatsmaken voor een nieuwe kerk. De terugkeer van de klassieke kunst kwam vooral naar voren in de architectuur. Men bestudeerde de verhandeling van de Romein Vitruvius en mat antieke gebouwen op om vertrouwd te raken met de ‘taal’ van die architectuur (met vormen zoals frontons, eierlijsten, Dorische, Ionische en Korinthische zuilen; met de ‘grammatica’, de regels voor het bijeenvoegen van de onderdelen). Belangrijke Italiaanse architecten waren onder andere Filippo Brunelleschi, Andrea Palladio en Donato Bramante. Ook in andere landen is renaissance-architectuur te vinden, onder andere de vele grote Franse kastelen die in de vallei van de Loire werden gebouwd. Het bekendste renaissance-kasteel in Frankrijk is het kasteel van Fontainebleau.

### Wetenschap
Ten onrechte geniet de renaissance de reputatie van een eeuw van baanbrekend wetenschappelijk onderzoek. Ondanks enkele belangwekkende ontdekkingen, lag het tempo van wetenschappelijke vooruitgang niet significant hoger dan in eerdere eeuwen. De renaissance bracht één groot wetenschappelijk genie voort: Leonardo da Vinci (1452-1519), die ook kunstenaar en ingenieur was, met een grote drang tot experimenteren en grenzen verleggen. Leonardo sneed lijken open – hetgeen in die tijd verboden was – en vormde zich daardoor een idee van de menselijke bloedsomloop. Hij tekende ontwerpen van onderzeeërs en vliegtuigen, en droomde van de parachute. Zijn invloed op de ontwikkeling van de wetenschap is echter verwaarloosbaar gebleven, omdat hij eigenlijk niets heeft gepubliceerd. Zijn aantekeningen zijn pas in de twintigste eeuw teruggevonden. De structuren en instituties die voor wetenschappelijke vooruitgang onmisbaar zijn, stonden in de zestiende eeuw nog in de kinderschoenen. Bovendien werd wetenschappelijk onderzoek door velen met argwaan bekeken.
De Florentijn Niccolò Machiavelli (1469-1527) leverde met zijn als het machiavellisme bekend geworden theorie een bijdrage aan de politieke theorievorming. Opvallend waren zijn realisme en seculiere denktrant.

### Duitse landen

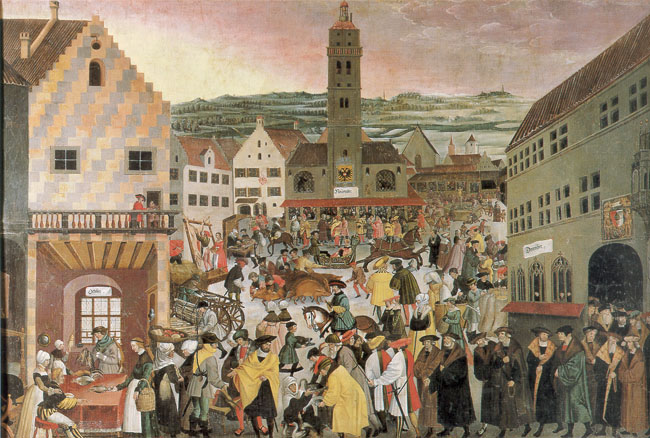
Heinrich Vogtherr de Jonge: "De Augsburger Perlachplatz in de herfst" (oktober, november, december), olieverf op doek, Augsburg.
De Duitse landen kenden een aantal middelgrote, bedrijvige steden. Augsburg was daar een van. De schilder benadrukt hier de economische bedrijvigheid en het politiek zelfbewustzijn van de stad.

In het hart van Europa lag het Heilige Roomse Rijk. De westgrenzen vielen ongeveer samen met de loop van de Maas en de Rhône. In het oosten strekte het zich uit tot de Karpaten en voorbij de Oder. Antwerpen, Marseille (tot 1481), Siena, Wenen en Lübeck lagen binnen de grenzen van het rijk. Het rijk had geen duidelijk gezagscentrum; keizer en rijksvorsten deelden de macht. Het merendeel van de onderdanen sprak een Duits dialect; in het westen werd Frans gesproken, in Bohemen sprak men hoofdzakelijk Tsjechisch.

Sinds de reformatie was het rijk ook in religieus opzicht verdeeld. Velen gingen over tot een van de vele protestantse geloofsrichtingen; vermoedelijk ontstond er hierdoor in de loop van de zestiende eeuw een protestantse meerderheid. Zelfs in de landen van de katholieke Habsburgers, Oostenrijk en Bohemen, leefden vele protestanten.
Ook in de landen ten oosten van het rijk won het protestantisme veel aanhang. De adel in Hongarije was in groten getale overgegaan tot het protestantisme. Zevenburgen was een centrum van het calvinisme.
De zestiende eeuw was voor de Duitse landen geen gunstige periode. Aan het begin van de eeuw hadden de Duitsers samen met de Fransen en Italianen – op economisch en cultureel terrein – de toon gezet in Europa. Honderd jaar later was het gewicht van het gebied sterk verminderd.

## Tijdperk der godsdienstoorlogen

### Demografische ontwikkeling
Gedurende de zestiende eeuw nam de bevolking van Europa met ongeveer 20 miljoen inwoners toe. De totale bevolking in 1600 wordt op 80 à 90 miljoen geschat. Frankrijk en de Duitse staten hadden toen allebei ongeveer 20 miljoen inwoners, Rusland binnen zijn toenmalige grenzen ongeveer 10 miljoen.
In 1600 waren Beijing, Constantinopel, Agra in India, Osaka in Japan en Caïro de grootste steden ter wereld. Daarmee vergeleken waren de meeste Europese steden maar klein. Peking en Constantinopel hadden vermoedelijk allebei meer dan een half miljoen inwoners. De grootste Europese steden waren – na Constantinopel – Napels, Parijs en Londen. Napels en Parijs hadden allebei ongeveer 250.000 inwoners, Londen ongeveer 200.000. Andere belangrijke steden waren Adrianopel, Venetië, Sevilla, Milaan, Lissabon en Granada. Hun inwonertal wordt op ruim 100.000 geschat.

Het waren vooral de steden aan de kusten van de Atlantische Oceaan die in betekenis toenamen, vanwege de ontdekkingsreizen en de koloniale expansie. Voorbeelden hiervan zijn het reeds genoemde Sevilla en Lissabon, naast Antwerpen en Amsterdam. Ondanks de spectaculaire groei van een aantal steden was de algehele urbanisatiegraad nauwelijks hoger dan in de late middeleeuwen.

### Reformatie in Engeland

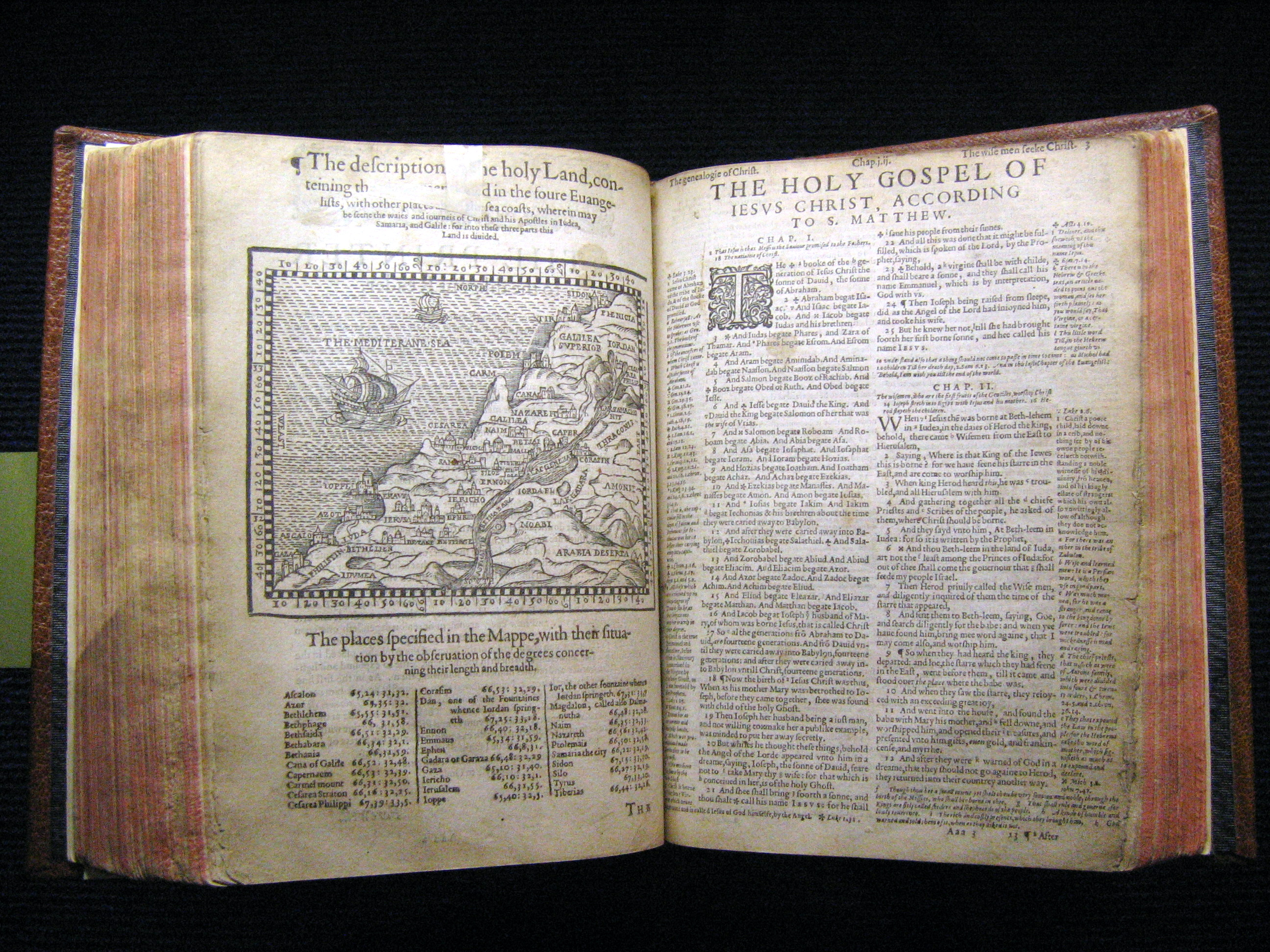
Pagina’s uit de Geneva Bible, het evangelie naar Matteüs.
Ten tijde van Elizabeth I verscheen deze geannoteerde Bijbelvertaling, waardoor de tekst voor vrijwel iedereen die kon lezen toegankelijk werd. Er volgden vele herdrukken.

Sinds 1531 had de katholieke, maar nietsontziende koning Hendrik VIII van Engeland vanwege zijn huwelijksperikelen een hevig conflict met de paus. Ondertussen won de protestantse reformatie aan invloed onder de Engelse bevolking; dit werd onbedoeld in de hand gewerkt door Hendriks breuk met Rome en de oprichting in 1534 van een Anglicaanse Kerk.

Hendriks oudste dochter, Maria Tudor (1516-1558), was vurig katholiek en getrouwd met de Spaanse koning Filips II. Een kleine driehonderd protestanten werden als ketter in het openbaar verbrand. Dergelijke grootschalige executies zijn uniek in de Engelse geschiedenis. De Engelse historiografie heeft het Maria niet vergeven en haar regering als een waar schrikbewind voorgesteld. Ook haar bijnaam ‘Bloody Mary’ heeft zij hieraan te danken. Doordat Maria kinderloos stierf, werd zij opgevolgd door haar protestantse halfzuster Elizabeth.

Elizabeth I bevoordeelde de protestantse zaak, maar had in principe afkeer van gewetensdwang. Zij werd door de paus geëxcommuniceerd, waardoor alle katholieken in beginsel als staatsgevaarlijk beschouwd werden. De door Spanje en Frankrijk gesteunde aanspraak van Maria Stuart op de Engelse troon en het plan van Guy Fawkes om de parlementsgebouwen op te blazen waren de bekendste gevallen van katholieke binnenlandse bedreiging van het regime.

### Wetenschap
De ontdekkingsreizen en het daaropvolgende proces van kolonisering hadden een stimulerend effect op de ontwikkeling van de wetenschap. In het bijzonder op het gebied van de plantkunde nam in Europa de hoeveelheid kennis sterk toe. Op veel plaatsen werden botanische tuinen aangelegd. Dit droeg bij aan de ontwikkeling van nieuwe geneesmiddelen. 

Een mijlpaal in de ontwikkeling van de anatomie was het werk van de Vlaming Vesalius. In 1543 publiceerde Vesalius het boek De humani corporis fabrica libri septem. Tot dan toe werd het werk van Galenus (tweede eeuw n.Chr.) als onfeilbaar beschouwd. Op basis van nauwkeurige bestudering van een groot aantal lichamen toonde Vesalius aan dat Galenus’ beschrijving aperte onjuistheden bevatte. Het gezag van de klassieken werd hierdoor aangetast. Daarentegen nam het belang dat aan eigen waarneming en experimenten werd toegekend toe. Dit kwam onder andere de studie der fysiologie ten goede.

### Spaanse Rijk; de Habsburgers
Gedurende zijn regering had keizer Karel V ernaar gestreefd de religieuze eenheid van Europa te bewaren. Hierin faalde hij jammerlijk. Een jaar na de godsdienstvrede van Augsburg (1555) trok hij zich terug in een klooster. Zijn landen werden verdeeld tussen zijn broer Ferdinand en zijn zoon Filips. Sindsdien bestond er een Spaanse en een Oostenrijkse tak van het huis Habsburg. De Oostenrijkse Habsburgers heersten in Oostenrijk, Bohemen en een deel van Hongarije. Veel machtiger was de Spaanse tak.
Filips II (1556-1598) was koning van Aragon en Castilië. Na de dood van koning Sebastiaan werd hij in 1580 zonder al te veel moeite koning van Portugal. Ook had Filips van zijn vader de Nederlanden en het Franche-Comté geërfd. In Italië bezat hij het voormalige hertogdom Milaan en het koninkrijk Napels. Ook Tunis was een Spaanse stad. Gedurende vijf jaar, tot 1558, was Filips titulair koning van Engeland. In 1589 eiste hij namens zijn dochter het koningschap in Frankrijk op.

Het Spaanse Rijk in Amerika was zeer uitgestrekt. De kerngebieden van het koloniale rijk lagen in Mexico en Peru. De Fransen, Engelsen en Nederlanders bezaten in deze tijd nog geen koloniën. Nadat Filips koning van Portugal geworden was, regeerde hij als enige Europese heerser over een koloniaal rijk.

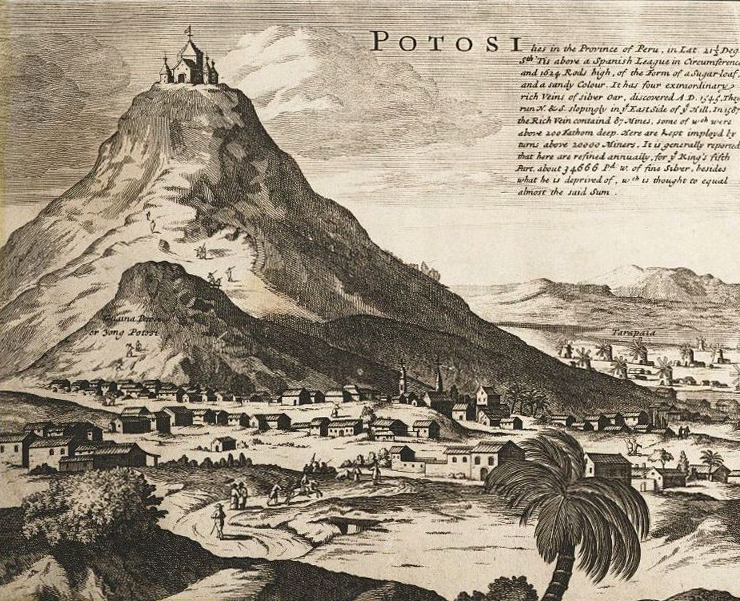
Potosí, Peru; detail van de door Hermann Moll vervaardigde kaart van Zuid-Amerika (1715). Uitzicht op de Cerro Rico, de berg van Potosí.
Bij Potosí werden grote hoeveelheden zilver gewonnen door middel van het patioproces. Potosí had het aanzien van een industriestad. De meeste molens waren geen windmolens, maar hydraulische molens, zogenaamde stampmolens, die gebruik maakten van de Ribera de Potosí, het plaatselijk riviertje.

Door de uitgestrektheid van zijn bezittingen was Spanje de natuurlijke leider van katholiek Europa. Filips II beschouwde de versterking van de macht van Spanje en de verdediging van het katholieke geloof als een hem door God opgedragen missie. Gedurende de laatste decennia van de zestiende eeuw leek het alsof het geslacht Habsburg was voorbestemd om niet alleen Europa, maar de hele wereld te beheersen.
De laatste Habsburger op de Spaanse troon was koning Karel II (1665-1700).

#### Nieuwe Wereld
In 1545 werden bij Potosí in Bolivia ertslagen ontdekt, die zeer rijk aan zilver waren. Dankzij een nieuw ontwikkelde methode om zilver te winnen konden hiervan grote hoeveelheden gewonnen worden. Gedurende de rest van de eeuw werd er jaarlijks ongeveer 500.000 pond zilver en 10.000 pond goud naar Europa verscheept. De kostbare buitenlandse politiek van Filips II werd voor een aanzienlijk deel betaald met het Amerikaanse zilver uit Potosí.

#### De Nederlandse Opstand; ontstaan van de Republiek
In 1568 brak in de Lage Landen de Nederlandse Opstand uit tegen het katholieke bewind van Filips II van Spanje, waarbij allerlei motieven een rol speelden, zoals hoge belastingdruk en inbreuk op gewestelijke privileges, maar waarbij ook de tegenstellingen tussen katholieken en protestanten een grote rol speelden. Uiteindelijk zouden de overwegend katholieke Zuidelijke Nederlanden in Spaanse handen blijven en de overwegend protestantse Noordelijke Nederlanden de soevereine Republiek der Zeven Verenigde Nederlanden worden.
In veel opzichten was de nieuwe republiek een politiek experiment; het duurde enige tijd voordat haar politieke structuur was vastgelegd. De Unie van 1579 was een overeenkomst tussen zeven soevereine gewesten. De Staten-Generaal zouden zich slechts bezighouden met defensie en de buitenlandse politiek. Besluiten mochten slechts bij unanimiteit genomen worden. Dit was al spoedig een dode letter. Holland, in economisch opzicht verreweg het machtigste gewest en de leider van de opstand, domineerde de unie.

### Godsdienstoorlogen
Vele landen, vooral Frankrijk, werden in de zestiende eeuw geteisterd door bloedige godsdienstoorlogen, gewapende strijd tussen katholieken en protestanten. Overigens is de term godsdienstoorlogen enigszins misleidend. Politieke overwegingen speelden ook altijd een rol. In veel opzichten was dit een hervatting van het aloude conflict tussen de adel en het centraal gezag van de vorst. Ook de Nederlandse Opstand was tot op zekere hoogte een godsdienstoorlog; ook hier speelden vele factoren een rol.
In Duitsland woedden de godsdienstoorlogen in de zestiende eeuw tussen 1522 en 1555, toen met de Vrede van Augsburg een voorlopig compromis bereikt werd, waarbij de vele Duitse vorsten hun katholieke of lutherse geloof aan hun eigen onderdanen mochten opleggen. Andersdenkenden mochten verhuizen naar een vorstendom van hun eigen gezindte.

In 1618 zouden de tegenstellingen tussen katholieken en protestanten weer in alle hevigheid losbarsten tijdens de Dertigjarige Oorlog, waarbij zoals altijd puur machtspolitieke kwesties meespeelden en vele niet-Duitse mogendheden intervenieerden. De Dertigjarige Oorlog was verreweg de gruwelijkste oorlog van de Vroegmoderne Tijd in Europa. Het zou vele decennia duren eer Duitsland zich ervan herstelde. Het godsdienstige compromis van 1555 werd uiteindelijk in grote lijnen bevestigd.

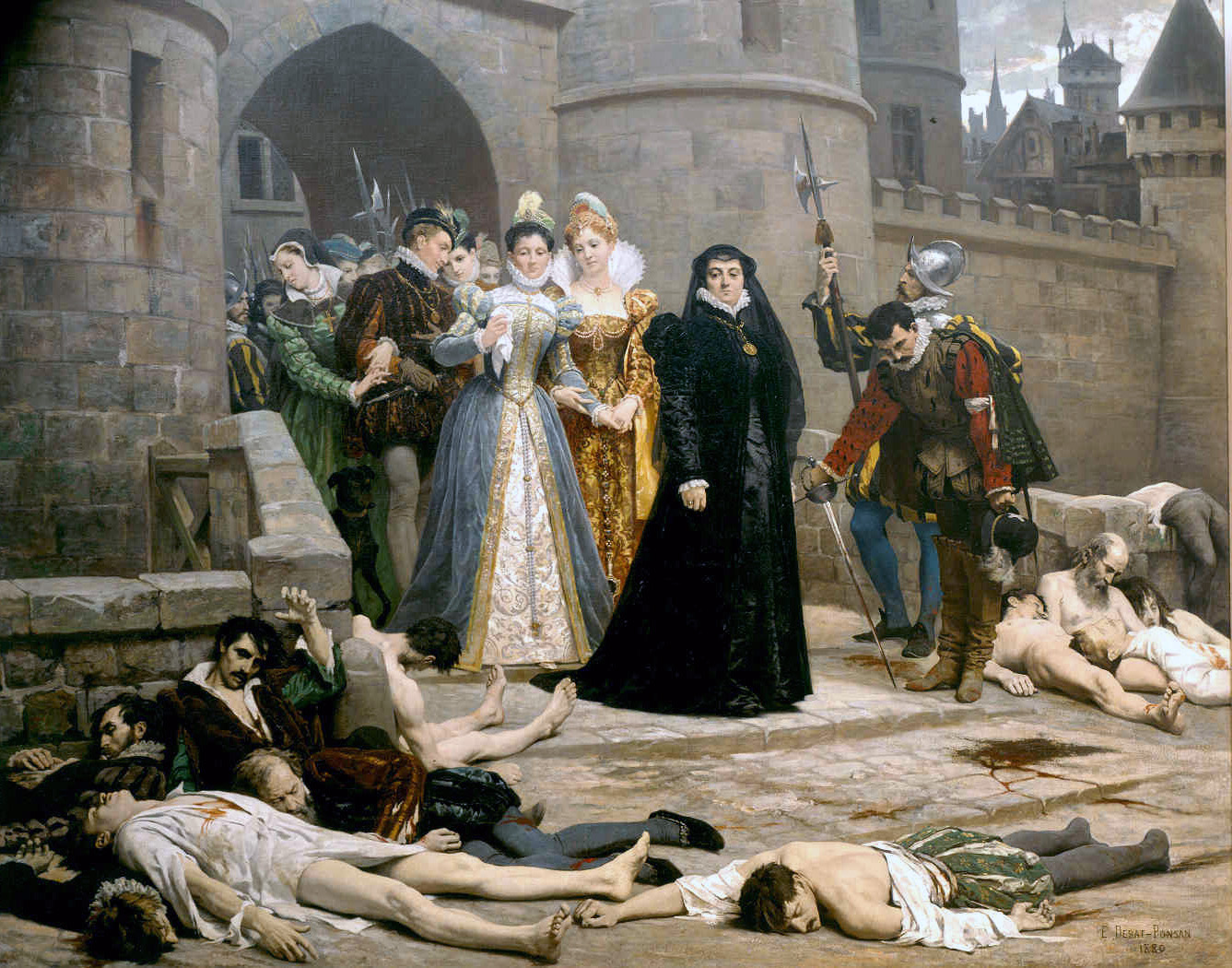
Édouard Debat-Ponsan: “Op een dag voor de poort van het Louvre”, stadhuis van.
Een negentiende-eeuwse verbeelding van de Bartholomeusnacht.
(foto gemeente Clermont-Ferrand, collectie Musée d'art Roger-Quilliot)

In Frankrijk woedden vanaf 1562 de later zo genoemde hugenotenoorlogen. Frankrijk leed daar vier decennia lang onder. Een dieptepunt was de Bartholomeusnacht, de zogenaamde Bloedbruiloft in 1572 in Parijs, waarbij duizenden protestanten werden vermoord. Een dergelijke slachtpartij lokte heftige reacties uit. Beide partijen begingen daarbij talloze wreedheden. In latere fasen van de oorlog begonnen ook de buurlanden, vooral Spanje en Engeland, zich actief met de strijd te bemoeien.

Op termijn ontstond in Frankrijk een derde groep: de politiques. Aanhangers van deze richting kunnen als vroege pleitbezorgers van een seculiere staat beschouwd worden. Zij vestigden hun hoop op de monarchie en een sterk centraal gezag om een eind te maken aan de toenmalige anarchie en zagen in principe ruimte voor meer dan één godsdienst. Zij waren bereid met mensen van een andere gezindte samen te leven zolang deze de wet naleefden en de koning gehoorzaamden.

In 1589 werden zowel koning Hendrik III (de laatste van het huis Valois) als Hendrik I van Guise, de leider van de katholieken, vermoord. Dit maakte de weg vrij voor Hendrik van Navarre, de leider van de Franse hugenoten. Als Hendrik IV besteeg hij de troon. Daarvoor had hij wel een bekering tot het katholieke geloof over. Hij was de eerste koning uit het huis Bourbon, dat tot de Franse Revolutie in Frankrijk zou regeren. In 1598 kon hij met het Edict van Nantes een einde maken aan de hugenotenoorlogen, waarbij een voor die tijd opmerkelijke godsdienstvrijheid voor de hugenoten bedongen werd.

### Europese statensysteem

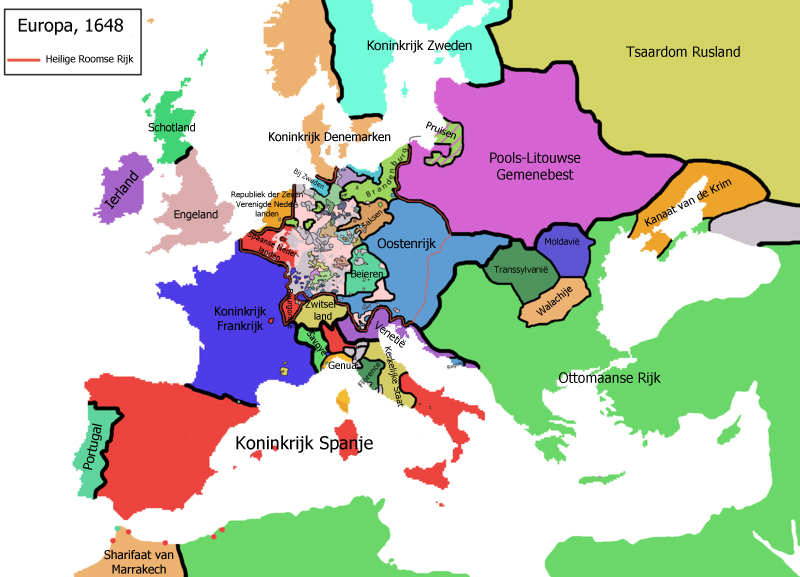
Europese staten in 1648.
Meer dan een eeuw lang waren de Habsburgers de dominante macht in Europa geweest. Na de nederlaag van Spanje en de Duitse keizer ontstond een multipolair stelsel, waarin vijf à zes grote mogendheden elkaar min of meer in evenwicht hielden. Frankrijk vervulde daarbij steeds een leidende rol.

De machtigste Europese staten lagen in het westen en oosten van het continent. Een steeds terugkerend thema in de zestiende- en zeventiende-eeuwse politiek was de strijd tussen het huis Habsburg enerzijds en het Franse koningshuis anderzijds. 

Het waren de grootvorsten van Moskou die de meeste andere Russische vorstendommen in de loop van de zestiende eeuw onderwierpen. Aldus ontstond een Russische staat. Dit Rusland was weliswaar groot, maar tot in de achttiende eeuw te onderontwikkeld om de rol van een Europese grote mogendheid te kunnen spelen.
De Spaans-Engelse Oorlog (1585-1604), waarin Spanje trachtte in Engeland een katholiek bewind te installeren, werd ter zee uitgevochten. Een invasieleger dat door de Spaanse Armada in 1588 naar Engeland moest worden gebracht, kon vanwege ongunstig weer en slechte Spaanse tactiek nooit voet aan wal zetten. Een paar kleinere invasiepogingen zouden ook mislukken. Nationalistische Engelse geschiedschrijving heeft de Engelse successen als grote overwinning voorgesteld en als begin van het Britse Rijk. Zover was het nog lang niet. Na de dood van Elizabeth I brak in Engeland een periode aan van politieke instabiliteit.
In de zeventiende eeuw werd in Midden-Europa de Dertigjarige Oorlog uitgevochten. Het liep uit op een nederlaag van de keizer en zijn Spaanse bondgenoot. Bij het einde van deze gruwelijke oorlog in 1648 verloor het Heilige Roomse Rijk als universeel westers keizerrijk iedere betekenis.

Het noorden van Italië maakte de iure deel uit van het keizerrijk; de facto bestond het al eeuwenlang uit een groot aantal onafhankelijke stadstaten. Al sinds de inval van de Longobarden (568) was Italië politiek verdeeld. De Kerkelijke Staat en de republiek Venetië waren echter belangrijke spelers in de Europese politiek. In het zuiden lagen de koninkrijken Napels en Sicilië, die door Aragon waren veroverd. Tot het midden van de negentiende eeuw zou Italië een strijdtoneel blijven van lokale machthebbers, waaronder de paus, alsmede van Franse, Spaanse en Duitse veroveraars.

De Vrede van Westfalen (1648) wordt wel gezien als de bezegeling van het ‘Europa der staten’.
Het soevereiniteitsbeginsel werd theoretisch onderbouwd door de Franse rechtsgeleerde Jean Bodin (1530-1596). Hij behoorde tot de stroming van de politiques. Volgens Bodin konden rust en vrede alleen bewaard blijven door de wetgevende macht, die hij als de belangrijkste beschouwde, volledig aan één macht toe te vertrouwen, bij voorkeur aan de vorst. Met zijn ideeën bereidde hij het latere absolutisme voor.
Europeanen gingen in deze tijd alle zeeën en oceanen bevaren. De Portugezen en de Spanjaarden waren daar aan het einde van de vijftiende eeuw mee begonnen; de Engelsen en de Nederlanders volgden een eeuw later; de Fransen verschenen pas in de loop van de zeventiende eeuw op dit toneel. De Russische expansie ten oosten van de Oeral in Siberië, die begon aan het einde van de zestiende eeuw en uiteindelijk de Beringstraat bereikte, kan tot op zekere hoogte met de koloniale expansie vergeleken worden.

## Economische en sociale geschiedenis

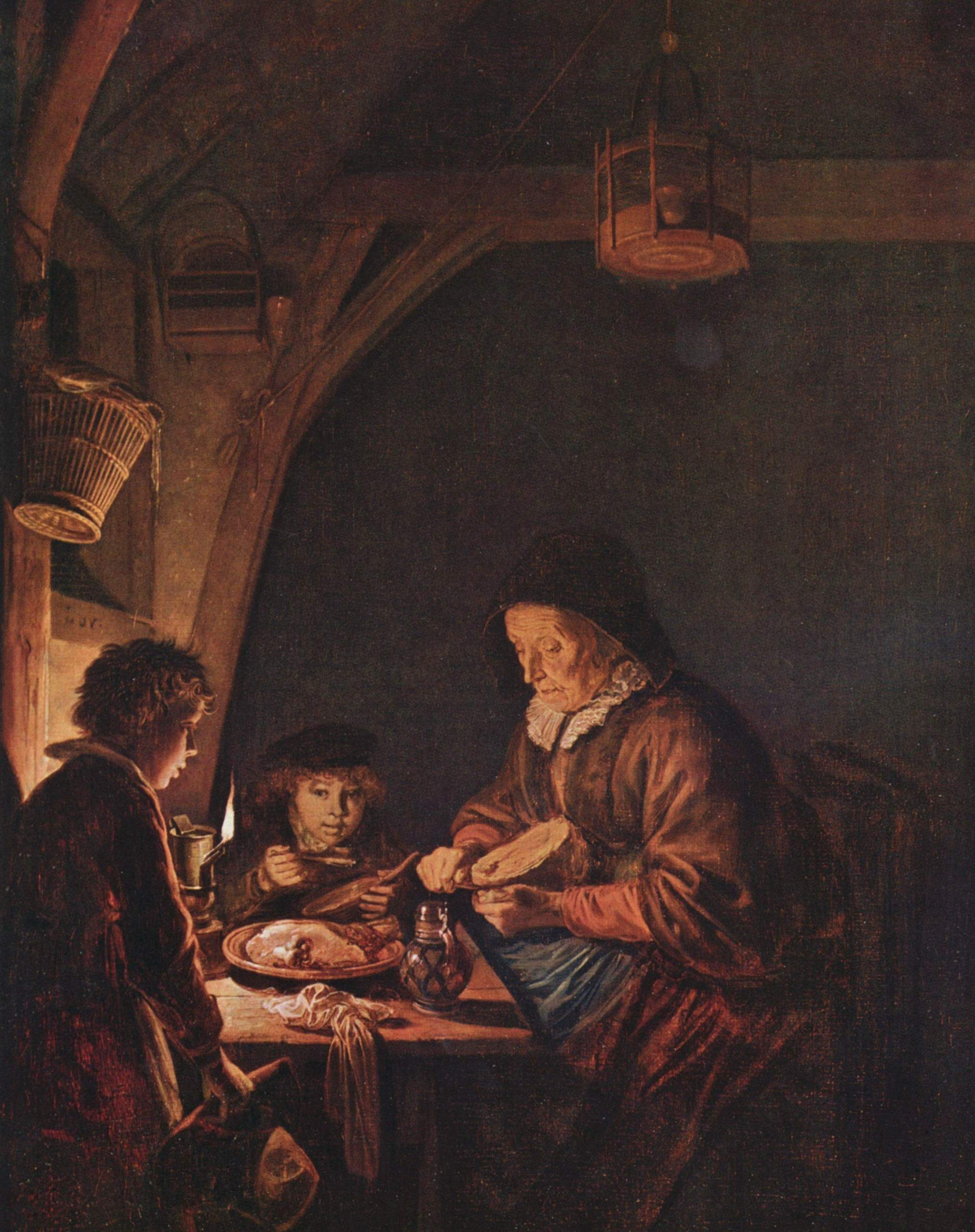
Gerrit Dou: "Broodsnijdende oude vrouw", Villa Hügel, Essen. Uit verschillende details blijkt dat dit een tamelijk welvarend huishouden was. In de meeste huizen was het ’s avonds donker.

Vanaf de zeventiende eeuw begon in West-Europa geleidelijk de welvaart toe te nemen. Dit uitte zich op allerlei manieren en bevorderde weer de economische activiteit. Het bankwezen begon zich te ontwikkelingen en er ontstonden nieuwe vormen van krediet. De landbouw werd productiever en dankzij technische verbeteringen nam ook de productiviteit in de mijnbouw en de ijzergieterijen toe. Er werden meer zeewaardige schepen gebouwd, evenals grotere havens en pakhuizen. Huizen werden ruimer en comfortabeler, terwijl het voedingspatroon gevarieerder werd.

Dankzij de toenemende welvaart namen de belastingopbrengsten toe, zodat regeringen grotere legers en meer ambtenaren konden bekostigen. De vraag naar boeken en kranten nam toe. Bovendien kon een groter deel van de bevolking dan voorheen zich met andere zaken bezighouden dan het primaire productieproces; meer mensen konden zich toeleggen op bestuur en organisatie, op onderwijs en wetenschap, op het doen van uitvindingen en het maken van ontdekkingsreizen, en op kunst en literatuur.

### Dagelijks leven
Ondanks de toenemende welvaart gingen de leefomstandigheden van de armen er niet noemenswaardig op vooruit. Omdat er meer monden gevoed moesten worden, werd een groter deel van het landbouwareaal dan voorheen gebruikt voor akkerbouw. Er werd minder vlees gegeten dan in de Middeleeuwen. De tarwe die de boeren verbouwden werd opgegeten door de welgestelden. Zelf aten zij voornamelijk brood gemaakt van rogge, gerst of haver en in tijden van voedselschaarste eikels en wortels. In Frankrijk at men in de achttiende eeuw hoofdzakelijk brood, ongeveer een pond per dag. Het menu werd aangevuld met bonen en kool. Na 1750 konden meer mensen zich wittebrood permitteren.

Ook wat betreft hun huisvesting waren de verschillen tussen rijk en arm groot. Het was in de regel ongezond om in de dicht opeengepakte steden te leven. Alleen de welgestelden konden zich spiegels en vensterruiten van glas veroorloven. Op het platteland was zelfs een schoorsteen een teken van maatschappelijk succes. De armen aten uit houten kommen, die langzamerhand werden vervangen door vaatwerk van tin. Porselein werd in toenemende mate aangeschaft door de welgestelden. Ook meubels waren een luxeartikel. De middenklasse bezat gewoonlijk een bed en stoelen.
In 1600 waren geïmporteerde producten zoals koffie, thee, suiker en tabak een noviteit. Rond 1800 was de consumptie hiervan sterk toegenomen en voor iedereen behalve de allerarmsten betaalbaar. Ook wijn en bier werden goedkoper. Het aantal taveernes en koffiehuizen nam toe. In de grote steden waren dit populaire ontmoetingsplaatsen. De verschillende koffiehuizen hadden elk hun eigen clientèle. In de zeventiende eeuw begon men ook brandewijn, jenever en whisky te verhandelen.

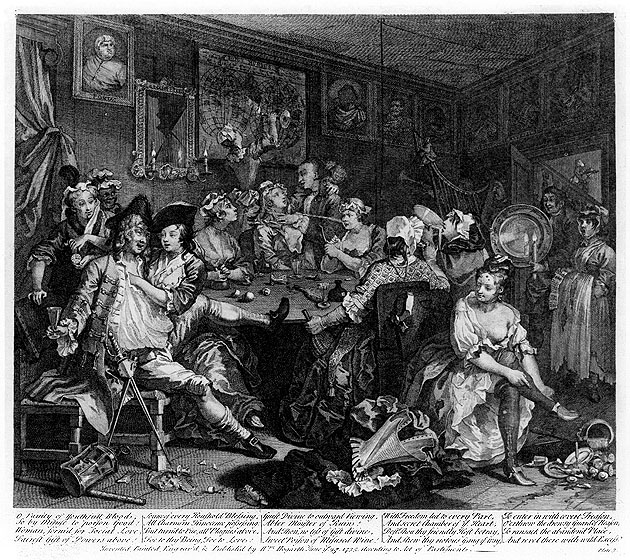
"The Tavern Scene", derde etsplaat uit de reeks "A Rake's Progress", gravure van William Hogarth.

Hierdoor werden – vooral in de steden – drankmisbruik en openbare dronkenschap onder de lagere klassen meer en meer een probleem. De prenten die William Hogarth (1697-1764) rond 1750 maakte van "Gin Lane" in Londen illustreren hiervan de uitwassen. Het toenemend aantal onwettige kinderen, die vervolgens vaak te vondeling werden gelegd, zal hierdoor mede veroorzaakt zijn. In 1780 werden in Parijs ongeveer 30.000 kinderen geboren en 7.000 te vondeling gelegd. Hierbij moet wel opgemerkt worden dat deze deels afkomstig geweest zullen zijn van het omringende platteland. Een andere theorie is dat seks gedurende de achttiende eeuw steeds vaker exclusief als penetratie werd begrepen, waardoor het geboortecijfer van onwettige kinderen steeg.

### Communicatie; de tijd
In de vroegmoderne tijd lag het tempo van het leven aanzienlijk lager dan heden ten dage. Mensen, goederen en nieuws verplaatsten zich langzamer: afstanden waren barrières die overwonnen moesten worden. In de achttiende eeuw duurde het ongeveer zes maanden voordat een bericht uit Batavia de Republiek bereikte. 

Wel is een trend van toenemende ordening van tijd en ruimte te bespeuren. Ten behoeve van de handel en het bestuur werd tijd georganiseerd, meetbaar gemaakt. Dit gebeurde vanaf de zestiende eeuw onder andere door het vervaardigen en ophangen van grote klokken in steden en dorpen.  Dankzij de uitvinding van de chronometer door John Harrison (1693-1776) in 1762 kon de tijd veel preciezer worden gemeten, hetgeen van groot belang was voor de wetenschap en de zeevaart. Ook kalenders en almanakken maakten het mogelijk de tijd te ordenen. Beide waren razend populair en voorzagen in een groeiende behoefte. 

Hoewel sommigen lange reizen (over zee) maakten, leefden veel mensen in een kleine ruimte en verlieten sommigen nooit hun geboortedorp met zijn directe omgeving. Binnen die kleine wereld maakten kleine spektakels – zoals optochten, processies en charivari’s – vaak diepe indruk. Langs die weg werden normen en waarden overgedragen. Machthebbers maakten hier gebruik van. Vlaggen, geuren, kleuren en symbolen werden gebruikt om boodschappen over te brengen en te onderstrepen.

### Elite- en volkscultuur
In dezelfde periode begon zich een kloof te ontwikkelen tussen de cultuur van de elite en die van het volk. Opmerkelijk hierbij was dat de elite de mogelijkheid bleef houden om deel te nemen aan uitingen van populaire cultuur, terwijl de cultuur van de elite voor de massa, die in de regel nauwelijks onderwijs had genoten, ontoegankelijk en onbegrijpelijk werd. Er werd weliswaar tussen 1550 en 1650 een groot aantal nieuwe scholen gesticht, maar slechts een beperkte groep kon het onderwijs bekostigen. Pas in de loop van de negentiende eeuw kregen alle sociale klassen toegang tot het lager onderwijs.

Verschil in taal bevorderde sterk het groeiende onderscheid in cultuur. Terwijl het ‘gewone volk’ zijn eigen lokale dialect, patois of volkstaal (Volkssprache) bleef spreken, hadden zich nationale talen ontwikkeld waarvan spelling en grammatica in de meeste West-Europese landen in de eerste helft van de zeventiende eeuw werden vastgelegd. Gedrukte teksten voor het lezende publiek verschenen in die nieuwe ‘nationale talen’. Het Latijn handhaafde zich tot in de 19e eeuw voor wetenschappelijke publicaties. Gedurende deze periode ontwikkelde zich in Italië, Spanje, Frankrijk en Engeland een literatuur in de standaardtaal.

De cultuur van de elite verspreidde zich door gedrukte teksten, terwijl de populaire cultuur vooral een oraal karakter had en daardoor vaak weinig sporen heeft nagelaten. Dit bemoeilijkt het onderzoek naar volkscultuur in het algemeen. Populaire cultuur heeft in de regel een conservatief karakter. Geloof in magie was lange tijd nog zeer algemeen, ook nadat de elite hier geen geloof meer aan hechtte. Zo werd bijvoorbeeld Astrologie tot in de zeventiende eeuw als een wetenschap beschouwd; astrologen genoten groot aanzien. Dit element van de populaire cultuur heeft tot op de dag van vandaag stand weten te houden, getuige bijvoorbeeld de regelmatige optredens van astrologen op de commerciële televisie.

De cultuur van humanisme en renaissance was het exclusief domein van de elite. Het gedachtegoed van de reformatie verspreidde zich wel onder de lagere klassen. Ook de nieuwe wetenschappelijke inzichten en de verlichting bereikten aanvankelijk slechts een beperkte groep.

Ondanks de grote sociale verschillen waren er ook elementen in de cultuur die rijk en arm verenigden, in de eerste plaats de godsdienst, die nog altijd het dagelijks leven van alle standen en klassen regeerde. In de meeste landen was er slechts één kerk, hoewel soms andere gezindten oogluikend werden toegestaan. Zo was in Engeland een aanzienlijk deel van de middenklasse non-conformist, dat wil zeggen: niet behorend tot de Anglicaanse Kerk, en had een uitgesproken burgerlijk karakter. Op het platteland troffen rijk en arm elkaar doorgaans in hetzelfde kerkgebouw; in de steden gingen de verschillende klassen ieder naar hun eigen kerk.

## Revoluties

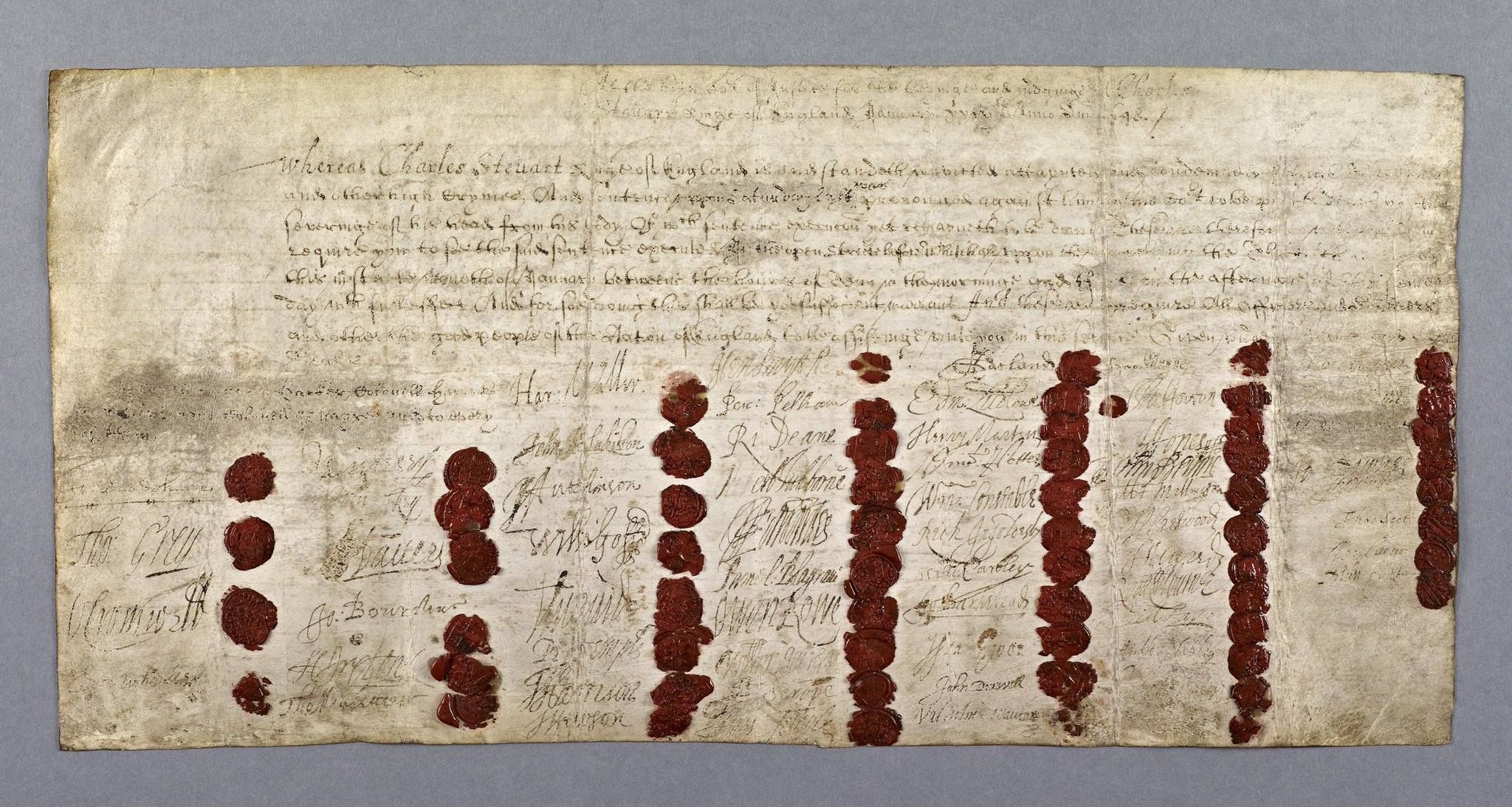
Het terechtstellingsbevel van Karel I, koning van Engeland, UK Public Record Office. De revolutie in Engeland resulteerde in 1649 in de afzetting en terechtstelling van de koning.

Op politiek gebied zijn er in de vroegmoderne tijd een aantal breuklijnen aan te wijzen. Een aantal daarvan zijn revoluties. De belangrijkste daarvan zijn de Nederlandse Opstand in de zestiende eeuw, de Engelse revolutie in de zeventiende eeuw, en de Amerikaanse en Franse revolutie in de achttiende eeuw.
Historici hebben geprobeerd deze revoluties met elkaar te vergelijken en daarbij te zoeken naar wetmatigheden en terugkerende patronen. Een belangrijke studie over dit onderwerp, The anatomy of revolution, werd in 1938 gepubliceerd door Crane Brinton. Brinton onderscheidt een aantal revolutiefasen. Alle genoemde revoluties – behalve de Amerikaanse – bleken een radicale fase, veelal een schrikbewind, door te maken, waarna gestabiliseerde verhoudingen terugkeren. Deze fase van bureaucratische reglementering wordt doorgaans thermidoriaanse reactie genoemd.

## Tijd van ontwikkeling en expansie
Gedurende de zeventiende eeuw begon in West-Europa een ontwikkeling met verstrekkende gevolgen: een geleidelijk steeds snellere toename van wetenschappelijke en technische kennis. Tegelijkertijd nam aan de kusten van de Atlantische Oceaan de welvaart toe. De combinatie van deze ontwikkelingen droeg er in belangrijke mate toe bij dat de intellectuele elite zich de toekomst steeds optimistischer voorstelde. Tot dan toe had men zich een '‘gouden eeuw’ (aurea aetas) altijd in een ver verleden voorgesteld. 

Het nieuwe vooruitgangsgeloof bevorderde kritisch onderzoek en ondermijnde traditionele autoriteiten. Vanaf het midden van de zeventiende eeuw werd de Europese elite meer en meer beïnvloed door een wetenschappelijke visie op de werkelijkheid. De wetenschap begon zich te organiseren. Communicatie en uitwisseling van gedachten speelden hierbij een sleutelrol.
West-Europa vervulde inmiddels een centrale rol in de wereldeconomie. Slaven werden gekocht op de kusten van Guinee. Deze werden onder andere tewerkgesteld in de diamantmijnen in Brazilië. De Engelsen begonnen zich te vestigen in zogenaamde volksplantingen in Noord-Amerika. De oudste hiervan was Jamestown. Boston zou uitgroeien tot een belangrijke stad. In New England werd in 1636 Harvard College gesticht, de eerste Engelse universiteit in de Nieuwe Wereld. De Nederlandse Oostindische Compagnie stichtte een factorij in Bengalen in de delta van de Ganges; de zeereis ernaartoe duurde bijna een jaar.

Frankrijk was het centrum van het gebied dat de wereld in economisch en intellectueel opzicht begon te domineren. Ook Engeland, het zuiden van Schotland, de Nederlanden, Zwitserland en Noord-Italië maakten deel uit van dit kerngebied van de westerse beschaving. In Spanje en Portugal verliepen de ontwikkelingen in een langzamer tempo, hetgeen bijdroeg aan hun politieke en economische neergang.
Vrijwel alle politieke grootmachten bevonden zich in deze periode in West-Europa, hetgeen de dominantie van dit gebied onderstreept. Hier ontwikkelden zich de moderne natuurwetenschappen, het kapitalisme, een gemechaniseerde industrie, de moderne staat en parlementaire stelsels. Vanuit West-Europa zou de westerse beschaving met haar verworvenheden zich over vrijwel de hele wereld verspreiden. Alleen de Chinese beschaving bood lange tijd effectief weerstand tegen Europese inmenging. Europese intellectuelen beschouwden de Chinese beschaving doorgaans als gelijkwaardig of zelfs superieur.
De belangrijkste politieke machten in het zeventiende-eeuwse Europa waren het koninkrijk Frankrijk, het koninkrijk Spanje, het koninkrijk Engeland en de Nederlandse Republiek. Andere belangrijke machten waren het aartshertogdom Oostenrijk, het koninkrijk Zweden en het keurvorstendom Beieren.

De Vrede van Westfalen had een eind gemaakt aan de Spaanse hegemonie. Duitsland was grondig verwoest, Engeland werd verscheurd door partijstrijd. Dit alles had tot gevolg dat gedurende de daaropvolgende eeuw Frankrijk zowel op politiek als op cultureel terrein een dominante rol vervulde.

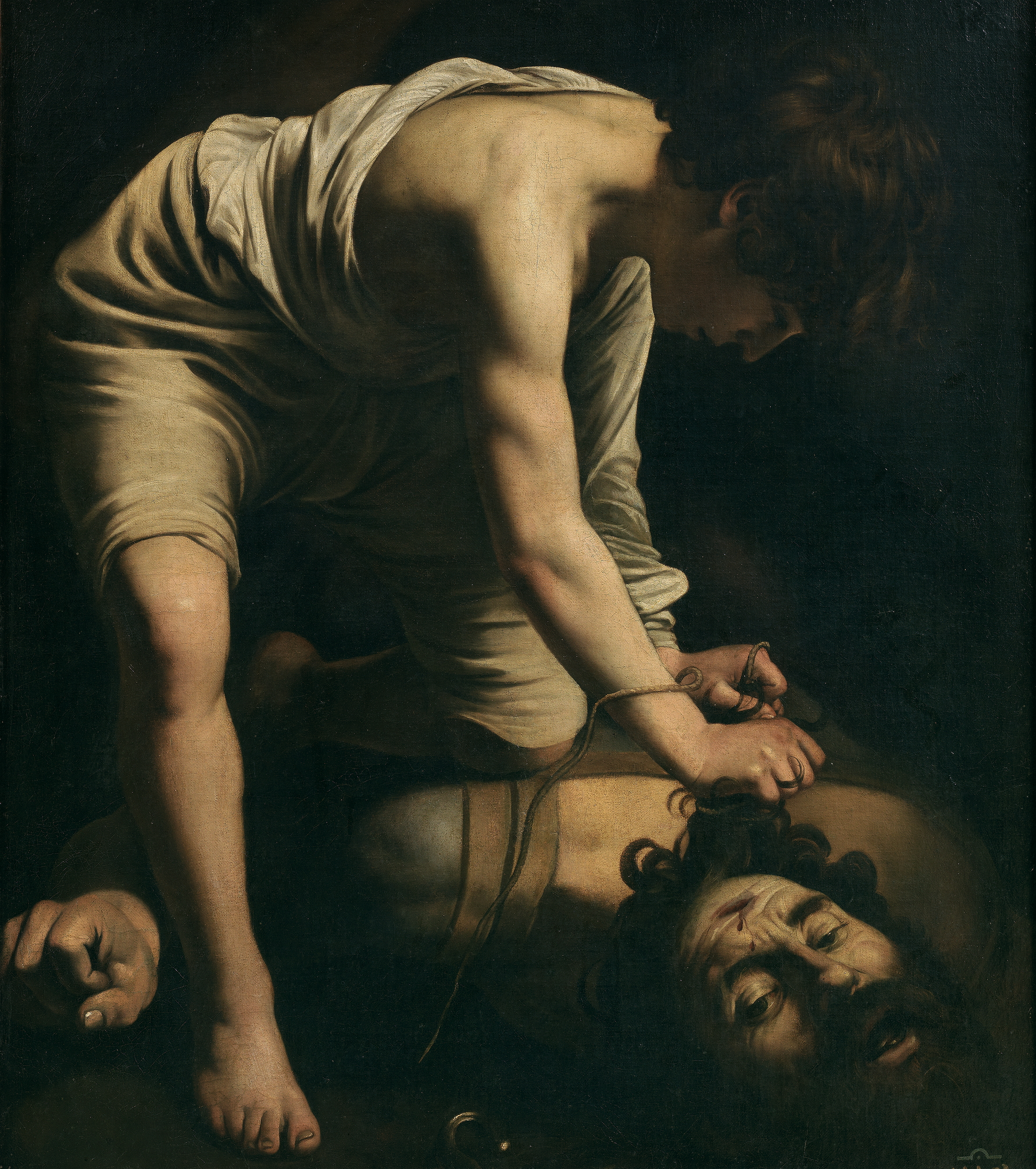
Caravaggio: David en Goliath, olieverf op doek, Prado, Madrid.
Een voorbeeld van de barokstijl. Aan het eind van de zestiende eeuw is duidelijk sprake van een stijlbreuk.

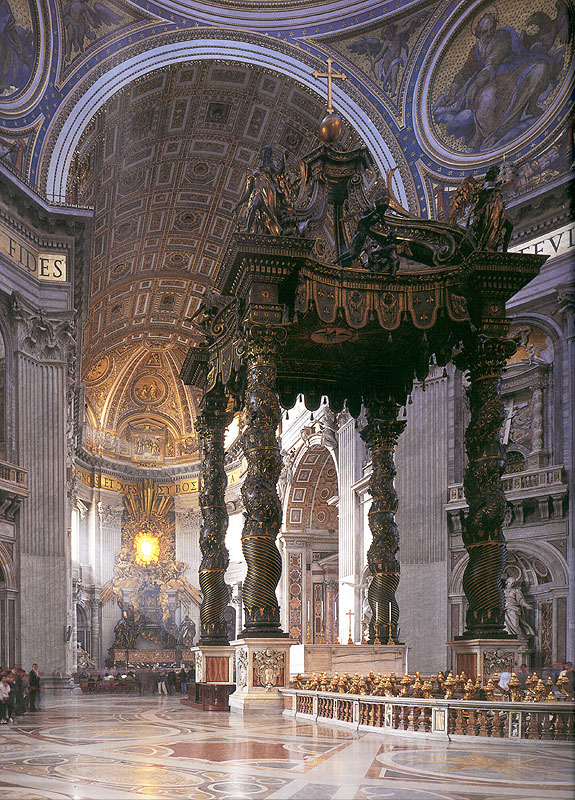
De baldakijn van Bernini in de Sint-Pieter, Rome.

Rond 1700 kondigden zich al verschillende kenmerken van de moderne tijd aan: vertrouwen in de wetenschap en in de menselijke rede, het idee van aangeboren rechten van de mens en het idee van vooruitgang.

### Kunst
Op de renaissance volgde aan het eind van de zestiende eeuw de barok, die voortbouwde op de renaissance, maar spoedig nieuwe wegen insloeg. In de loop van de tijd ontdekten veel heersers het effect van de dramatische barok; zo werd de stijl benut door het Vaticaan en ingeschakeld bij de contrareformatie. Door veel pracht en praal te gebruiken bij de bouw van nieuwe kerken probeerden de katholieken de gelovigen te imponeren en terug te winnen. In Frankrijk werd de barok aan het Franse hof veelvuldig toegepast. Koning Lodewijk XIV maakte dankbaar gebruik van deze stijl, die in Frankrijk was geïntroduceerd door kardinaal Mazarin, om het absolutisme uit te dragen. Hij liet het kasteel van Versailles bouwen. De barok werd dus vooral gebruikt om het publiek te imponeren en zich nietig te doen voelen.

De bouwkunst uit de barokperiode wordt gekenmerkt door het toepassen van weidse perspectieven en het veelvuldig gebruik van ovalen. Verder wordt er gebruikgemaakt van rijke en weelderige materialen, asymmetrie, vele versieringen en ingewikkelde patronen. Een van de bekendste barokke bouwwerken is de baldakijn van Bernini in de Sint-Pietersbasiliek, die is ontworpen door Gian Lorenzo Bernini. De schilderkunst uit de barok wordt gekenmerkt door het gebruik van extreem realisme, dramatische effecten en clair-obscur. Belangrijke schilders uit de barok waren Caravaggio en Rubens.

### Wetenschap
In de loop van zeventiende eeuw vond binnen de westerse wetenschap een doorbraak plaats. Het ontstaan van de moderne wetenschap wordt in deze eeuw gesitueerd. Tegelijkertijd namen het maatschappelijk belang en het prestige van de wetenschap sterk toe. 

Het waren voornamelijk Galileo Galilei (1564-1642) en Isaac Newton (1643-1727) die bij deze ‘revolutie’ een hoofdrol vervulden. In het begin van de eeuw was er nog geen aanvaarde wetenschappelijke methode. Geleerden ontplooiden ook allerlei activiteiten die tegenwoordig in de regel als ‘onwetenschappelijk’ worden beschouwd. Newton heeft bijvoorbeeld veel tijd besteed aan alchemie en aan theologische speculaties, maar ook ontwikkelde hij onder andere een coherente theorie waarmee hij de grondslag legde voor de klassieke mechanica. Deze is nog altijd op een groot terrein toepasbaar. Vernieuwend was zijn combinatie van wiskundige modellen en toetsing van deze modellen door experimenten. Newton leverde het overtuigend bewijs dat op aarde dezelfde natuurkrachten werkzaam zijn als tussen de sterren en planeten. Deze ontdekking kan met recht als revolutionair worden beschouwd. De publicatie van de Mathematical principles of natural philosophy (1687) was een mijlpaal in de ontwikkeling van de wetenschap. 

Belangrijk voor de verdere ontwikkeling van de wetenschap was ook het ontstaan van ‘geleerde genootschappen’. Geleerden correspondeerden met elkaar en onderhielden voortaan een internationaal netwerk.

### Politieke theorieën: absolutisme, natuurrecht en rechtsstaat
Ook op het gebied van de politieke theorievorming was de zeventiende eeuw een periode van grote creativiteit. Een aantal belangrijke denkers hield zich bezig met de vraag hoe maatschappij en overheid het best gestructureerd konden worden.
Nieuw was de theorie van het absolutisme, waarbij de macht gecentreerd werd in de koning, die steunde op een professionele bureaucratie. De theorie van het droit divin, het door God gegeven recht der koningen, werd gebruikt om onbeperkte macht van de monarch te rechtvaardigen. Volgens deze opvatting had de vorst zijn macht direct van God ontvangen en was hij alleen aan Hem verantwoording verschuldigd. Het duidelijkst verwoord is deze visie in de geschriften van Bossuet, bisschop van Meaux, meer bepaald in zijn Politique tirée des propres paroles de l'Écriture sainte:
Le trône royal n’est pas le trône d’un homme, mais le trône de Dieu même— Bossuet
Het klassieke voorbeeld van het absolutisme was Frankrijk onder Lodewijk XIV. In Engeland kreeg het absolutisme geen voet aan de grond; het politiek bestel ontwikkelde zich in een geheel andere richting. 

Het was doorgaans vooral de adel die zich tegen de versterking van de koninklijke macht verzette; daarbij beriep deze zich in de regel op overerfde feodale tradities.
Wellicht als gevolg van deze opkomst van het absolutisme groeide in de zeventiende eeuw de behoefte om de macht van de staat en de vorst te legitimeren. Tezelfdertijd ontstonden politieke stromingen die ernaar streefden deze macht te beperken en te baseren op een grondwet of constitutie. Voorheen was dit alles vooral bepaald door tradities en gewoonten. Nu beriepen beide richtingen zich bij voorkeur op het natuurrecht (natural law). 

Het idee dat het onderscheid tussen goed en kwaad, tussen rechtvaardig en onrechtvaardig, zelfstandig kon bestaan en niet afhankelijk was van het bestaan van God was geheel nieuw. Het geloof in de menselijke rede werd erdoor versterkt. Een dergelijke opvatting was in de Middeleeuwen ondenkbaar geweest. Een aantal jezuïeten die deze opvatting huldigden werden in 1690 veroordeeld door de paus.
Het idee van een onveranderlijk natuurrecht werd door de intellectuele elite omarmd en vormde de basis van de verschillende politieke theorieën uit deze periode. Ook het door Hugo de Groot ontwikkelde volkenrecht kan in deze traditie geplaatst worden. Zijn boek, De iure belli ac pacis, verscheen in 1625. Samuel von Pufendorf leverde ook een belangrijke bijdrage aan de ontwikkeling van het internationaal recht door in 1672 een vergelijkbaar werk getiteld De iure naturae et gentium libri octo te publiceren. Zowel De Groot als Von Pufendorf meenden dat staten op basis van het recht dienden te handelen en omwille van het algemeen belang samen moesten werken. Zij bepleitten ook principes als het recht op vrije vaart en de onschendbaarheid van ambassadeurs.
De belangrijkste politieke denkers waren de Engelsen Thomas Hobbes en John Locke. Het absolutisme werd theoretisch onderbouwd door de filosoof Thomas Hobbes (1588-1679). Zeer vernieuwend aan de opvattingen van Hobbes was dat hij zijn theorieën niet baseerde op de Bijbel of de theologie, maar louter op rationele, seculiere argumenten. Hobbes was ervan overtuigd dat de soevereine macht van de vorst geen enkele beperking van die macht toeliet. In Engeland kreeg het absolutisme geen voet aan de grond. In de rest van Europa werd Hobbes bewonderd, maar nam men tegelijkertijd aanstoot aan zijn seculiere denktrant en vermeende atheïsme. In laatste instantie was ook Hobbes een voorstander van het idee van de rechtsstaat, die de macht van de vorst beperkte.

### Frankrijk

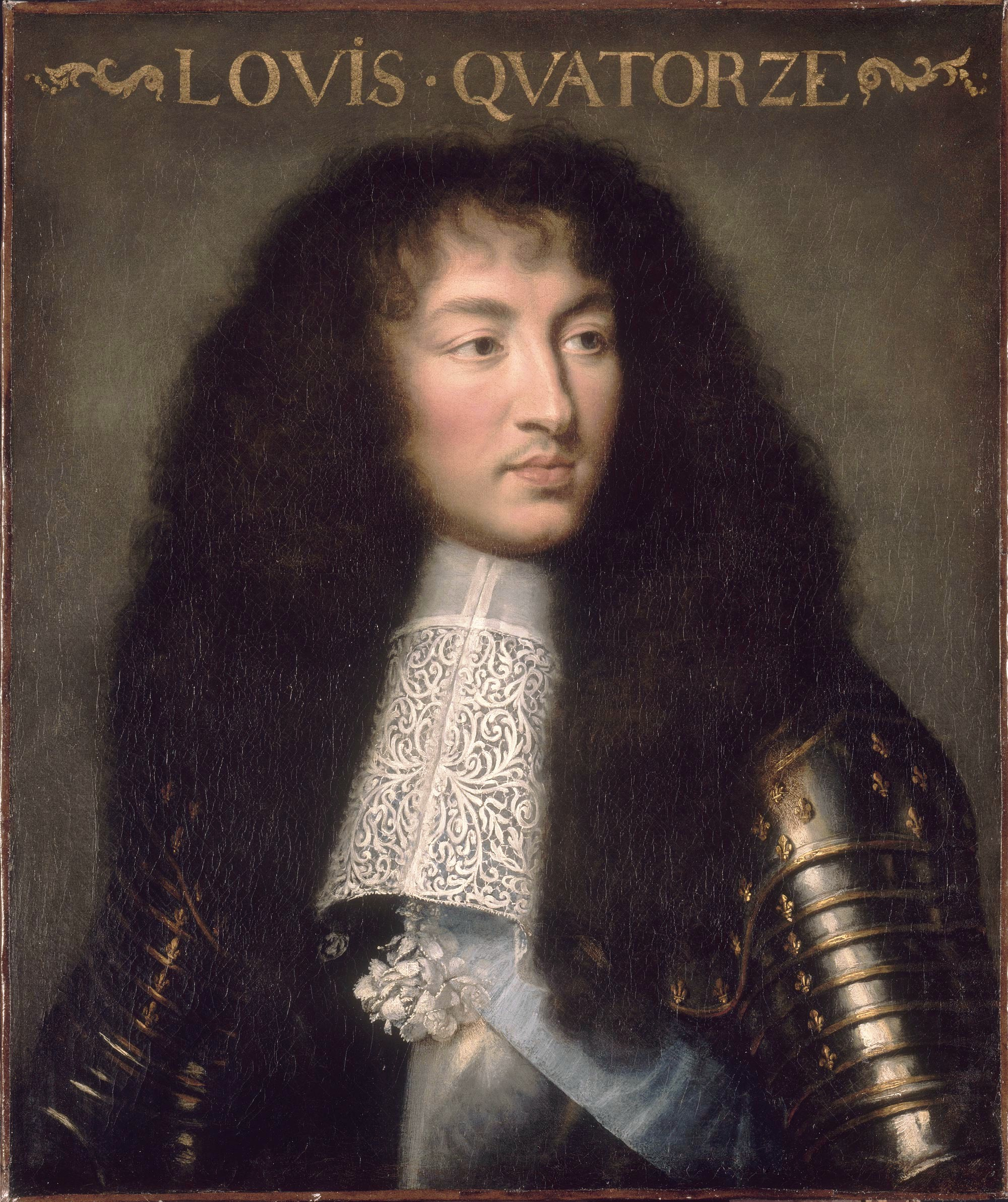
Lodewijk XIV, koning van Frankrijk, geschilderd door Lebrun.

In de zeventiende eeuw slaagde Frankrijk erin de dominante positie van Spanje over te nemen. Vooral onder koning Lodewijk XIV (1643-1715), bijgenaamd de Zonnekoning, voerde het een op expansie gerichte politiek. Geld bleek een effectief middel om het Frans belang te bevorderen. Frankrijk dankte zijn dominante positie voor een belangrijk deel aan zijn bevolking. In 1700 telde het ongeveer 19 miljoen inwoners, ongeveer tweemaal zo veel als Spanje. Dankzij de vruchtbaarheid van de grond was het ook een relatief welvarend land. Daarbij moet aangetekend worden dat de welvaart zeer ongelijk verdeeld was. Miljoenen mensen leefden in bittere armoede; anderzijds waren velen redelijk welgesteld. Gedurende de zeventiende eeuw nam de bevolking nauwelijks toe. Met enige regelmaat terugkerende hongersnoden, pestepidemieën en boerenopstanden maakten verdere groei vrijwel onmogelijk. Pas vanaf de hieropvolgende eeuw behoorden deze drie ‘plagen’ min of meer tot het verleden.
Op cultureel gebied was Frankrijk lange tijd toonaangevend: de Europese elite sprak doorgaans Frans en imiteerde de hofcultuur van Versailles. De culturele dominantie van Frankrijk had invloed op allerlei aspecten van het leven in Europa, waaronder architectuur, tuinarchitectuur, literatuur, kleding en etiquette.
Vanaf 1661 was Lodewijk XIV, die toen drieëntwintig jaar oud was, zelf het hoofd van zijn regering. Weinig vorsten hebben zo lang geregeerd. Enerzijds streefde hij ernaar de grenzen van Frankrijk in noordelijke en oostelijke richting te verleggen door de annexatie van de Zuidelijke Nederlanden, de Franche-Comté en de Elzas.

Anderzijds meende hij aanspraak te kunnen maken op Spanje en de landen van de Spaanse kroon, omdat hij getrouwd was met een zuster van koning Karel II. Aangezien Karel II kinderloos, ziekelijk en zwakzinnig was, wachtte Europa vanaf 1665 jarenlang op de dood van deze laatste Spaanse Habsburger. Hoewel Spanje een mogendheid in verval was, bezat het nog altijd een uitgestrekt koloniaal rijk in Amerika, naast de bezittingen in Italië en de Nederlanden. Indien Lodewijk XIV erin slaagde de hele Spaanse erfenis te bemachtigen, zou de macht van Frankrijk zeer sterk toenemen.

Er was daarom reden om aan te nemen dat Frankrijk onder het bewind van de Grand Monarque streefde naar een “monarchie universelle”.
Aanvankelijk was de politiek van Lodewijk XIV succesvol. De belangrijkste tegenspeler van de Zonnekoning en de leider van verschillende anti-Franse coalities was Willem III, prins van Oranje, die later koning van Engeland en Schotland werd.

### Engeland: deGlorious Revolutionen John Locke
Gedurende het eerste deel van de zeventiende eeuw speelde Engeland lange tijd een bescheiden rol in de internationale politiek. Het mengde zich nauwelijks in de Dertigjarige Oorlog, de grote internationale oorlog waar vrijwel alle andere Europese staten wel bij betrokken waren.
In de jaren na 1640 woedde de Engelse Burgeroorlog. Ook hier speelden godsdienstige tegenstellingen een belangrijke rol: puriteinen stonden tegenover gematigde protestanten, de aanhangers van de Anglicaanse Kerk. Het was ook een strijd om de macht tussen de koning en het parlement. Deze vermenging van religieuze en politieke tegenstellingen is in de zestiende en zeventiende eeuw een steeds terugkerend verschijnsel. Hoewel deze burgeroorlog een van de bloedigste episoden uit de Engelse geschiedenis is, viel het geweld in vergelijking met de godsdienstoorlogen op het continent nog mee.
Uiteindelijk werden de monarchie en de Anglicaanse Kerk in 1660 hersteld. Dit wordt de Restauratie genoemd. Karel II en het parlement besloten voortaan beter samen te werken. Desondanks nam het parlement wetten aan die de macht van de kroon verzwakte: een aantal financiële verplichtingen die landeigenaren op grond van het leenrecht tot dan toe had moeten betalen werd afgeschaft.

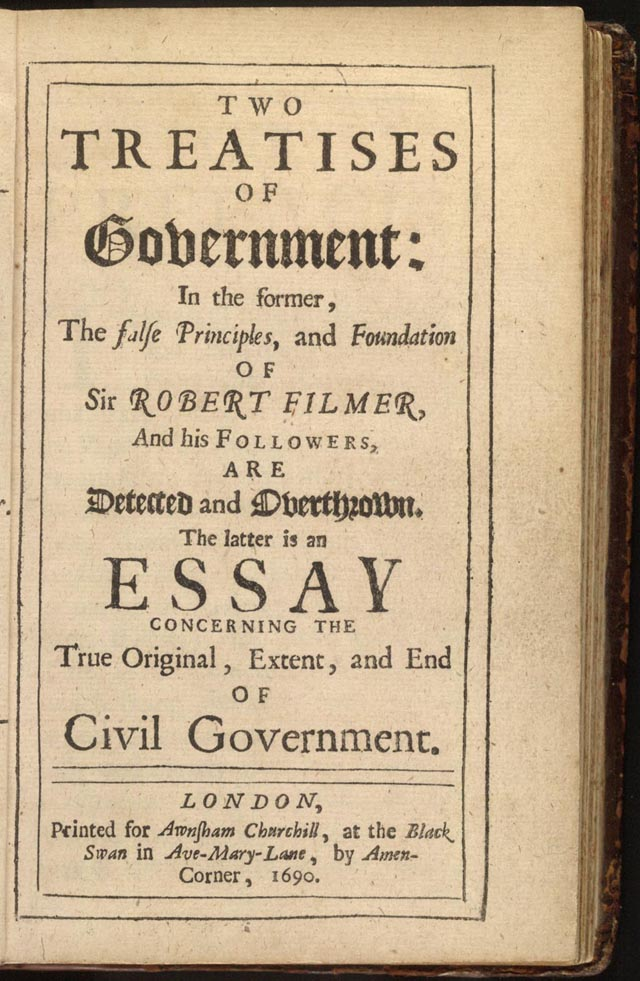
Titelpagina van John Lockes Two Treatises of Government; editie uit 1690.

In Engeland vond in 1688 de zogeheten "Glorious Revolution" plaats, waarbij koning Jacobus II door adel en gentry werd afgezet. De macht van de koning werd voortaan beperkt door de Bill of Rights uit 1689, die in velerlei opzicht het karakter van een grondwet had. In de loop van de volgende eeuw ontwikkelde zich hier een parlementair stelsel. Koningen konden niet langer regeren zonder steun van het parlement.
De revolutie werd gerechtvaardigd door de ideeën van de filosoof John Locke (1632-1704). Rond 1680 had Locke Two Treatises of Government geschreven, dat kort na de Glorious Revolution werd gepubliceerd. 

Locke wordt gerekend tot de school van het rationalisme, die zich beroept op het natuurrecht. Locke beroept zich op de rede, het verstand, en op natuurwetten. Zijn politiek denken was in veel opzichten een voortzetting van de traditie van de dertiende-eeuwse filosoof Thomas van Aquino en andere scholastici. Zij waren van mening dat ook aan de macht van een koning grenzen gesteld waren. Anderzijds deelt Locke een aantal inzichten met Hobbes: ook hij baseert zijn opvattingen op seculiere overwegingen, op de rede en de gerechtigheid, en niet op de goddelijke Voorzienigheid. Beiden zijn van mening dat de macht van de staat berust op een in het verleden gesloten overeenkomst. Locke houdt er echter een aanzienlijk positiever mensbeeld op na. Hij meent dat de mens ook in zijn natuurlijke staat met rede en een geweten begiftigd is.

Volgens Locke wordt de macht van een monarch beperkt door de rechten van het individu, het recht op leven, het recht op vrijheid, en door het eigendomsrecht in het bijzonder.

Hij stelt dat individuele burgers niet voldoende in staat zijn om hun individuele rechten en privébezit te verdedigen. Daarom is er een overheid ingesteld die dit wel kan. Volgens Locke zijn beide partijen echter aan regels gebonden als ware er een contract gesloten. Als de overheid de aangeboren rechten of het eigendom van de burgers aantast dan hebben deze in het uiterste geval het recht om in opstand te komen.
De ideeën van Locke waren vooral invloedrijk in de Engelse koloniën in Noord-Amerika. Zowel de "Declaration of Independence" als de Grondwet van de Verenigde Staten zijn sterk door zijn politieke filosofie beïnvloed en bevatten hier en daar zelfs citaten. Op termijn zou ook West-Europa kiezen voor constitutionele stelsels.
In veel opzichten waren de opvattingen van Locke de belichaming van de belangen van de Engelse grootgrondbezitters, de adel en de gentry. Verzet tegen het absolutisme van die dagen werd erdoor gelegitimeerd.

Anderzijds werd het grote belang dat Locke hechtte aan particulier eigendom gebruikt om slavernij te rechtvaardigen. Om aannemelijk te maken dat zwarte slaven zich niet konden beroepen op hun eigen aangeboren rechten ontstonden in de achttiende eeuw nieuwe racistische theorieën.

### De Nederlandse Republiek
De zeventiende eeuw was in veel opzichten het hoogtepunt van de Nederlandse geschiedenis. De Republiek was ontstaan gedurende de lange vrijheidsstrijd tegen Spanje. De Republiek was vooral geducht als economische macht en vanwege haar oorlogsvloot. Er waren in deze periode verschillende staten in Europa met een republikeins staatsbestel: de Zwitserse kantons, Venetië en Genua. Uniek aan de Nederlandse Republiek was haar uitgesproken burgerlijk karakter. Er was weliswaar adel in de gewesten aanwezig, maar deze had slechts marginale invloed op het landsbestuur. Het hoogste bestuursorgaan waren de Staten-Generaal, Hunne Hoogmoogenden, die gewoonlijk in het zwart gekleed gingen.

#### Economische expansie; de VOC
In 1600 bezaten de Nederlanders al zo’n 10.000 schepen; zij bevoeren alle zeeën en oceanen. Het leeuwendeel van de West-Europese handel werd in de zeventiende eeuw vervoerd door Nederlandse schepen. Zij beheersten niet alleen de handel tussen Spanje, Frankrijk, Engeland en de Oostzee, maar ook een groot deel van de kustvaart tussen Franse havens onderling. Zelfs Franse wijngaarden waren particulier bezit van Nederlanders. De handel met de landen rond de Oostzee, de zogenaamde moedernegotie, was verreweg het belangrijkst. Ook de handel met de landen rond de Middellandse Zee was van belang.

Nederlanders waren te vinden rond Spitsbergen, waar zij bijna als enigen op walvisvaart gingen, en op Kaap de Goede Hoop, die zij in 1652 op de Portugezen veroverden. De huidige Afrikaners stammen af van de Nederlandse kolonisten die zich daar in de loop der tijd vestigden. Via Kaap Hoorn bereikten zij de Stille Oceaan.
In 1602 was de Oost-Indische Compagnie opgericht. Het streven naar winst was bepalend voor het gevoerde beleid. Gedurende de zeventiende eeuw realiseerde de VOC grote winsten. De handel op Azië was qua omzet beperkt, maar zeer winstgevend.
Aan het einde van de zestiende eeuw waren Nederlandse schepen voor het eerst verschenen in de Indische Oceaan, waar zij zich tot geduchte concurrenten van de Portugezen in India en het Verre Oosten hadden ontwikkeld. Op Java stichtten zij Batavia, het huidige Jakarta, in 1619.

De Portugezen beheersten Malakka en daarmee de zeestraat tussen Sumatra en Maleisië. De begeerde specerijen, kruidnagel, nootmuskaat en foelie, werden ingekocht bij plaatselijke vorsten op de Molukken. Het streven van de Portugezen om daar de inheemse bevolking te kerstenen had tot gevolg dat de Nederlanders, voor wie dat geen prioriteit had, als bondgenoten werden binnengehaald. Dit vergemakkelijkte het verdrijven van de Portugezen.

Engelse concurrenten werden in 1623 verdreven van Ambon, een van de Molukken. Zelfs Malakka werd in 1641 veroverd op de Portugezen. De VOC streefde naar een monopoliepositie in de specerijenhandel en slaagde er goeddeels in deze af te dwingen, tot ongenoegen van de producenten. Bruut geweld werd daarbij niet geschuwd. Jan Pieterszoon Coen, de gouverneur-generaal, bestreed smokkelhandel in 1621 met een strafexpeditie naar de Banda-eilanden, waarbij 15.000 Bandanezen werden gedood of verdreven.

Pas aan het eind van de zeventiende eeuw begon de VOC te streven naar de beheersing van een groot deel van Java. Afgezien van de koffie die rond Batavia werd verbouwd, leverde het eiland weinig waardevolle producten voor de export. Slechts om Batavia en de voedselvoorziening daarvan veilig te stellen ging de compagnie ertoe over om haar grondgebied uit te breiden.
Kort na 1600 bereikten Nederlanders Japan. De Japanners verdreven vrijwel alle Europeanen in 1641 uit angst voor de invloed van het christendom. Zij besloten zich van de buitenwereld af te zonderen en onderhielden alleen nog contacten met een kleine Nederlandse kolonie op het eilandje Dejima bij Nagasaki. De Nederlanders zouden tot in de negentiende eeuw alle contacten van Japan met de rest van de wereld bepalen.

Op Sri Lanka (toen Ceylon genoemd), aan de Zuid-Indiase Malabar-kust en op Taiwan, dat in navolging van de Portugezen Formosa werd genoemd, werden voor kortere of langere tijd handelsposten ingericht. Tot een echt koloniaal bestuur over een noemenswaardig grondgebied kwam het hier niet.
In 1612 vestigden Nederlanders een kolonie op het eiland Manhattan. De West-Indische Compagnie werd in 1621 opgericht om de rijkdommen van Spaans en Portugees Amerika te exploiteren. Er werden kolonies gesticht in Guyana, in Pernambuco en Bahia in Brazilië en op Curaçao in het Caribisch gebied, die echter voor een groot deel weer verloren werden aan Engelse, Portugese of Spaanse concurrenten.

#### Culturele bloei

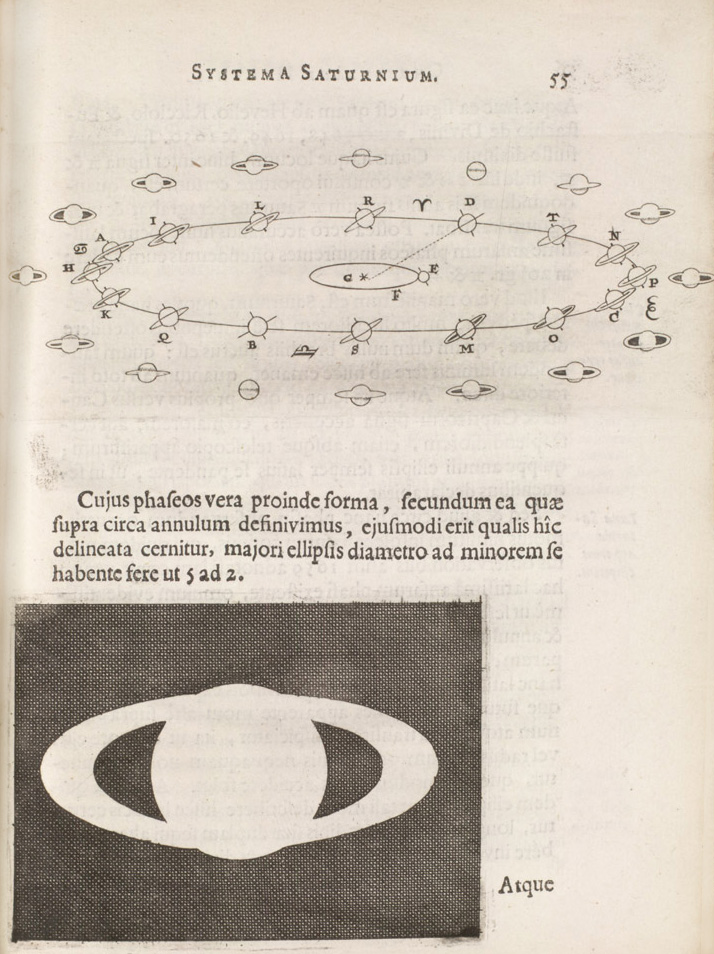
Pagina uit Systema Saturnium (1659), waarin Huygens als eerste aannemelijk maakte dat Saturnus een ring heeft.
Huygens vervaardigde samen met zijn broer zijn eigen telescopen. Daarmee ontdekte hij ook Titan. De ring was eerder door anderen waargenomen, maar niet als zodanig herkend. Huygens beschreef in detail de omtrekkende beweging van de ring rond de planeet.

Pieter Corneliszoon Hooft was de eerste die rond 1600 de Nederlandse taal bewust ging cultiveren voor literaire doeleinden, naar Frans en Italiaans voorbeeld. Jacob Cats, Bredero en Joost van den Vondel waren andere hoofdrolspelers bij het ontstaan van een nationale literaire cultuur.
Verschillende eminente geleerden waren op het grondgebied van de Republiek actief. Hugo de Groot schreef De iure belli ac pacis en legde daarmee de basis voor het volkenrecht. Spinoza was een van de belangrijkste filosofen van de zeventiende eeuw. Swammerdam en Van Leeuwenhoek ontdekten door gebruik te maken van de microscoop het bestaan van micro-organismen.

De belangrijkste Nederlandse natuurwetenschapper was Christiaan Huygens (1629-1695). Hij verbeterde de telescoop, ontwikkelde het slingeruurwerk, ontdekte de ringen van Saturnus en ontwikkelde een golftheorie van het licht.
In de schilderkunst gaven de Hollandse meesters  een duidelijk beeld van deze cultuur en haar dagelijks leven. De belangrijkste schilders waren Frans Hals, Rembrandt van Rijn (1606-1669) en Johannes Vermeer.
Op Rembrandts schilderij De Staalmeesters staat de Hollandse elite afgebeeld, berekenende en gestrenge kooplieden in sobere, zwarte kledij. De ‘staalmeesters’ waren de hoofden van het lakengilde, handelaren in stoffen. Behalve portretten van tijdgenoten schilderde Rembrandt ook Bijbelse taferelen met een vaak mystieke inslag; ook maakte hij talloze etsen en tekeningen.

Op het schilderij "De Geograaf" van Vermeer uit 1669 staat een geleerde afgebeeld die zich met een passer in de hand buigt over een kaart; als gevolg van de ontdekkingsreizen is de wereld vanuit Europees perspectief groter geworden: een nieuwe horizon heeft zich geopend.
De officiële religie in de Republiek was het calvinisme. In het begin van de zeventiende eeuw had zich een scheuring binnen de Gereformeerde Kerk voorgedaan. De ‘rekkelijken’, volgelingen van de theoloog Arminius, stonden tegenover de ‘preciezen’. Centraal stond daarbij het leerstuk van de predestinatie. Op de internationale Dordtse synode, waar ook afgevaardigden uit Schotland, Engeland, Frankrijk, Duitsland en Zwitserland aanwezig waren, werd in 1618 de leer van Arminius tot ketterij verklaard. Hugo de Groot vluchtte naar Frankrijk.

Vanaf 1632 werden de arminianen getolereerd, evenals de grote katholieke minderheid. Ook joden en christelijke sekten zoals de wederdopers werden tot de Republiek toegelaten. Wel genoten leden van de officiële kerk aanzienlijk meer politieke en economische rechten.
In de Republiek heerste een relatief tolerant artistiek en intellectueel klimaat. Daarom verbleven bekende denkers als René Descartes en Pierre Bayle lange tijd in de Republiek om daar ongestoord te kunnen werken. Er waren echter grenzen aan die tolerantie. Balthasar Bekker ondermijnde met zijn boek De betooverde wereld (1691) het geloof in hekserij en trok het bestaan van de duivel in twijfel. Hiervan heeft hij veel moeilijkheden ondervonden, al kwam hij niet in de gevangenis; de vrijdenker Adriaen Koerbagh stierf echter in het rasphuis. Spinoza kon lang niet al zijn geschriften tijdens zijn leven publiceren, zeker niet onder zijn eigen naam. Hij werd bovendien in 1656, op zijn vierentwintigste, geëxcommuniceerd door de portugees-joodse gemeente van Amsterdam.

### Zweden
Gedurende de zeventiende eeuw was ook Zweden een van de grote mogendheden. Dat is opmerkelijk. Het land telde ongeveer 1 miljoen inwoners, nog beduidend minder dan de Republiek.

### Midden- en Oost-Europa

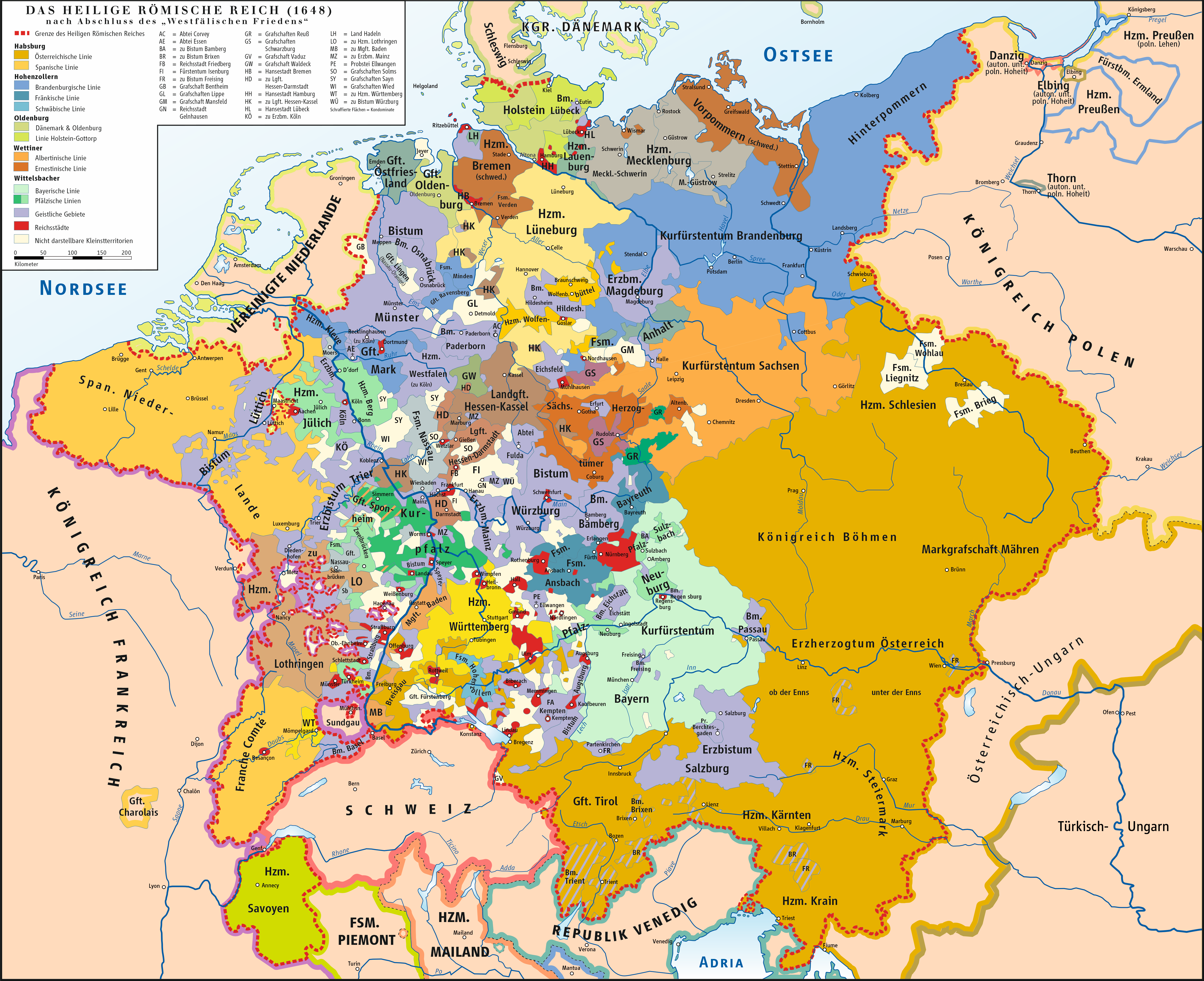
Staatkundige kaart van Midden-Europa in 1648.
door de Oostenrijkse Habsburgers geregeerde landen binnen het Duitse Rijk
door de Spaanse Habsburgers geregeerde landen binnen het Duitse Rijk
kerkelijke goederen
keurvorstendom Beieren
keurvorstendom Saksen
keurvorstendom Brandenburg

Gedurende de zeventiende eeuw domineerden enkele West-Europese mogendheden de internationale politiek. Qua ontwikkeling en politieke structuur liepen zij duidelijk voor op de staten in Midden- en Oost-Europa. Ten oosten van Frankrijk strekte zich het Heilige Roomse Rijk uit; dat grensde weer aan de republiek Polen en het Ottomaanse Rijk. Dit waren alle drie reusachtige rijken. In alle drie ontbrak echter een sterk centraal gezag. Het oude en eens eerbiedwaardige Heilige Roomse Rijk reikte nog altijd van Hongarije tot de Noordzee, maar had sterk aan belang ingeboet. Vrijwel de hele Balkan werd geregeerd door de Turken. De grens met het Duitse Rijk lag ongeveer 100 kilometer ten oosten van Wenen. Het huidige Roemenië en het Kanaat van de Krim ten noorden van de Zwarte Zee waren Turkse vazalstaten. Het grootste deel van het Turkse imperium lag in Azië en Afrika. In 1648 waren Danzig, Smolensk en Kiev Pools; het scheelde weinig of Polen grensde aan de Zwarte Zee. 

Op termijn zouden het Heilige Roomse Rijk, Polen en het Turkse imperium het afleggen tegen drie hechter georganiseerde staten, die een aantal staatkundige en administratieve structuren van West-Europa overnamen. Dit waren Brandenburg-Pruisen, het complex van de Oostenrijkse Habsburgers en Rusland. Polen zou van de kaart verdwijnen en door Pruisen, Oostenrijk en Rusland verdeeld worden.
De Oostenrijkse erflanden, Opper- en Neder-Oostenrijk, Tirol, Stiermarken, Karinthië en Krain, waren van oudsher het kerngebied van de Oostenrijkse Habsburgers. Zij dankten hun vooraanstaande positie vooral aan het keizerschap. Dat had echter ten gevolge van de Dertigjarige Oorlog aan belang ingeboet. Ook het feit dat de macht van hun verwanten in Spanje afnam, was voor de Oostenrijkse tak nadelig. Desondanks bleven zij invloedrijk in de Duitse landen. Daarnaast breidden de Habsburgers hun bezittingen uit.
Het was vooral tsaar Peter de Grote (1682-1725) die Rusland omvormde tot een macht van betekenis. Hij probeerde op alle mogelijke manieren West-Europese nieuwigheden in Rusland te introduceren. Rond 1700 vestigden Russen zich rond de Beringstraat.

### Internationale politiek; het machtsevenwicht
Lodewijk XIV voerde een op expansie gerichte politiek. De eeuwenoude strijd met de Habsburgers werd door hem voortgezet. Het plan om het Franse territorium uit te breiden tot de Rijn en de Alpen was populair.
Om de politieke onafhankelijkheid veilig te stellen waren andere Europese machten gedwongen samen te werken en als tegenwicht tegen de Franse hegemonie coalities te vormen. Aldus ontstond de theorie van het machtsevenwicht. Het doel van een dergelijke politiek was dus niet om de vrede te bewaren, maar om de eigen soevereiniteit te behouden. Morele of ideologische overwegingen speelden daarbij nadrukkelijk geen rol. Staten wisselden veelvuldig van coalitie, zelfs tijdens een oorlog.

Ook de kleinere Europese staten, zoals Denemarken, de Duitse vorstendommen, Portugal, Savoye, Venetië, Genua en Toscane speelden in dit statensysteem hun eigen rol. Iedere staat had zijn eigen machtsmiddelen, geld, schepen en/of een strategische positie, die een beslissende rol konden spelen tijdens een militair conflict.
Het is natuurlijk opmerkelijk dat in de zestiende en zeventiende eeuw ook betrekkelijk kleine staten zoals Beieren een belangrijke rol konden spelen in de internationale politiek. Dit was mogelijk doordat legers doorgaans vrij klein waren. Alle Europese legers waren uitgerust met ongeveer dezelfde, tamelijk simpele bewapening. De slechte conditie van de wegen en de voortdurende problemen wat betreft ravitaillering en logistiek beperkten de omvang van legers te velde sterk. Mits goed gedisciplineerd en geleid door een kundig generaal kon ook een betrekkelijk klein leger successen boeken. Ook de kleinere staten konden een dergelijk leger bekostigen. 

Tijdens de Dertigjarige Oorlog telden de meeste legers minder dan 20.000 man. Nadien werden de legers langzamerhand groter. Aan het eind van zijn regering had Lodewijk XIV ongeveer 400.000 onder de wapenen. Maar de meeste legers te velde waren naar moderne maatstaven met zo’n 40.000 man nog steeds klein.
Aanvankelijk was de politiek van Lodewijk XIV succesvol. Spanje werd meer en meer verzwakt. In 1667 viel een groot Frans leger de Spaanse Nederlanden binnen. Om Franse annexatie van het gebied te verijdelen sloten de Republiek, Engeland en Zweden de Triple Alliantie. Dit was voor Lodewijk XIV reden om te gaan samenwerken met Engeland, dat geregeerd werd door Karel II. 

In 1672 begon de Hollandse Oorlog. Vanuit het oosten viel een Frans leger de Republiek binnen. Dit bracht aldaar de belangrijkste tegenspeler van de Zonnekoning, de leider van verschillende anti-Franse coalities, aan de macht. Stadhouder Willem III, later koning van Engeland en Schotland, sloot een verbond met de Spaanse en Oostenrijkse Habsburgers, Denemarken en Brandenburg. De Vrede van Nijmegen maakte in 1678 een eind aan de oorlog. De Republiek hoefde geen grondgebied af te staan; de Franche-Comté, tot dan toe Spaans bezit, kwam aan Frankrijk. 

In de hieropvolgende jaren probeerde Lodewijk XIV gaandeweg Lotharingen en de Elzas onder Frans gezag te brengen. Hij beriep zich daarbij op bepaalde rechten die Frankrijk bij de Vrede van Westfalen in de regio had verworven.
Dat Karel II van Spanje tot 1700 in leven bleef, had niemand verwacht.

## Achttiende eeuw

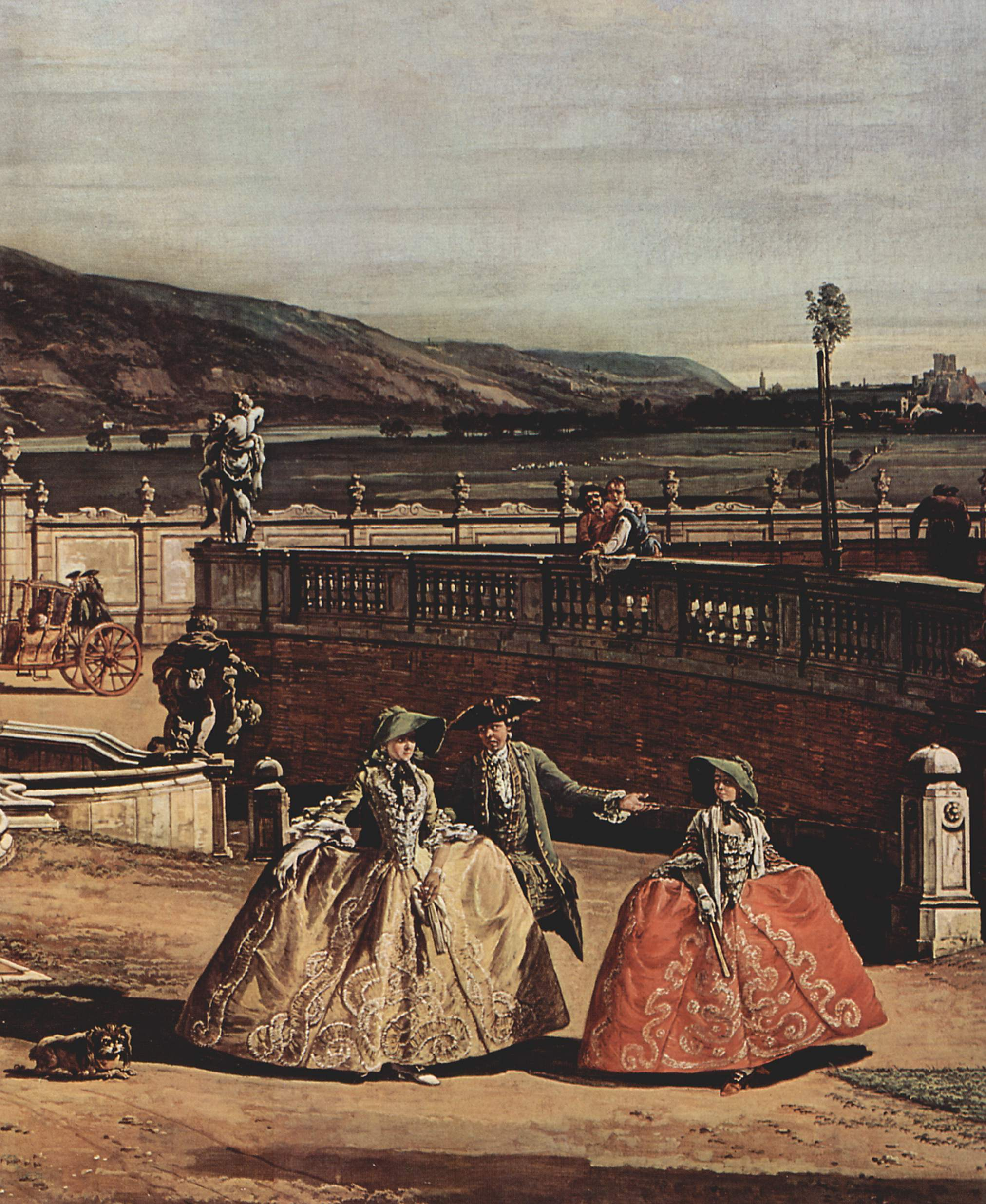
Bernardo Bellotto: Gezicht op Wenen, slot, binnenplaats met de façade van het slot (detail), Kunsthistorisches Museum, Wenen.
Ook in de achttiende eeuw domineerde de adel het maatschappelijk leven.

De achttiende eeuw staat bekend als de eeuw van de Verlichting. Zeer invloedrijk waren een aantal Franse filosofen, onder wie Montesquieu, Voltaire en Rousseau. De in de zeventiende eeuw verworven inzichten op het gebied van de natuurkunde, de astronomie en de fysiologie verbreidden zich onder de Europese elite. Naast een door de theologie bepaald wereldbeeld kreeg nu een wetenschappelijk wereldbeeld gestalte.
De politieke grootmachten in het achttiende-eeuwse Europa waren het koninkrijk Frankrijk en het Verenigd Koninkrijk van Engeland en Schotland. 

De in Utrecht en Rastatt gesloten vredesverdragen hadden in 1713/14 een einde gemaakt aan de Spaanse Successieoorlog. Spanje werd vanaf 1700 geregeerd door een kleinzoon van Lodewijk XIV. De Bourbons regeerden nadien zowel in Frankrijk en in Spanje. Daarbij ging het om twee takken van hetzelfde geslacht. Frankrijk werd langdurig geregeerd door Lodewijk XV (1715-1774), een vorst waar weinig initiatief van uitging. Spanje was nog steeds belangrijk, maar had niet langer het politiek gewicht van Frankrijk of Engeland. 

In Midden-Europa streden het koninkrijk Pruisen en de Oostenrijkse Habsburgers om de hegemonie in het Duitse Rijk. Het politiek gewicht van Rusland, dat onder invloed stond van westerse ideeën, nam in deze eeuw sterk toe. Ook Pruisen was een macht in opkomst.
1720 was het jaar van de ‘Bubbles’. In Frankrijk had de Schot John Law geprobeerd de overheidsfinanciën te saneren door een deel van de staatsschuld over te dragen aan de Mississippicompagnie. Toen de zeepbel uiteenspatte, waren talloze investeerders hun geld kwijt. Een vergelijkbaar incident in Engeland had minder nadelige gevolgen: de Bank of England doorstond de crisis.

### Handelscompagnieën
In vele West-Europese landen waren gedurende de zeventiende eeuw zogenaamde handelscompagnieën opgericht. Verreweg het meest succesvol waren de Nederlandse VOC en de Engelse East India Company. In alle gevallen had een regering de eigen nationale compagnie een octrooi verleend en daarbij ook enkele soevereine rechten overgedragen. Bijna alle compagnieën hadden het recht om verdragen te sluiten met lokale vorsten, en om legers te mobiliseren. Koloniale overheersing was in de meeste gevallen niet het eigenlijke doel van de onderneming.

De compagnieën gaven aandelen en obligaties uit en wisten zo kapitaal aan te trekken. Een dergelijke vorm van beleggen was nieuw. Handels- en staatsfinanciën raakten met elkaar verweven.

### Verlichting
Gedurende de zeventiende en achttiende eeuw betekende de verlichting zowel individueel als maatschappelijk een geestelijk emancipatieproces. Het manifesteerde zich in een verzet tegen het te grote gewicht dat autoriteiten uit het verleden kregen en legde de nadruk op onafhankelijk denken. Prominente persoonlijkheden van de achttiende-eeuwse Franse verlichting waren Voltaire, Diderot, Montesquieu, d'Alembert en Jean-Jacques Rousseau. Hun werk zou ook een inspiratie vormen voor de Franse Revolutie met haar idealen van vrijheid, gelijkheid en broederschap. De verlichtingsfilosofen gingen uit van een positief beeld van de mens. De theorie van het sociaal contract van Rousseau is een vrucht van deze filosofie. Naast het rationele heeft ook het gevoelsmatige, het sociale en de natuur duidelijk veel belang in zijn filosofie.
Immanuel Kant neemt onder de Duitse achttiende-eeuwse filosofen een bijzondere plaats in en hij wordt door velen gezien als de verlichtingsfilosoof bij uitstek. Zijn Kritik der reinen Vernunft is een van de belangrijkste werken van de moderne filosofie. Zijn kenspreuk Sapere aude spoort aan tot zelfstandig denken en vat samen wat verlichtingsfilosofen in de eerste plaats betrachten.
In deze periode ontstaan ook speculatieve theorieën over geschiedfilosofie, waarin gereflecteerd wordt over de zin van de menselijke geschiedenis. Belangrijke figuren op dat gebied zijn Giambattista Vico, Johann Gottfried Herder, Jean-Jacques Rousseau, Nicolas de Condorcet en Immanuel Kant.

### Kunst
Als opvolger van de barok ontstond begin achttiende eeuw de rococo, die ook wel wordt beschouwd als de laatste fase van de barok. Kenmerkend voor de rococo is asymmetrie, elegantie, en een voorkeur voor het lieflijke en luchtige. In de schilderkunst en in decoraties werden vooral zachte tinten toegepast, de pastelkleuren. Wat betreft de decoraties leefde de barokstijl in de rococo voort, maar beweging werd nu gefragmenteerd en op kleinere schaal weergegeven. Monumentaliteit werd vervangen door lossere vormen, vrolijkheid en frivoliteit; de gekozen onderwerpen waren minder ernstig en plechtstatig. Dit viel samen met een versoepeling van de sociale en morele codes.

In de muziekgeschiedenis verstaat men onder rococo de stijl die zich ongeveer gelijktijdig ontwikkelde uit de barokmuziek. Rococo kenmerkte zich door intieme kamermuziek met verfijnde en talrijke versieringen, de strenge polyfonie van de barok verdween. Bekende rococo-componisten zijn Johann Christian en Carl Philipp Emanuel Bach.

### Opkomst van Pruisen; Frederik de Grote

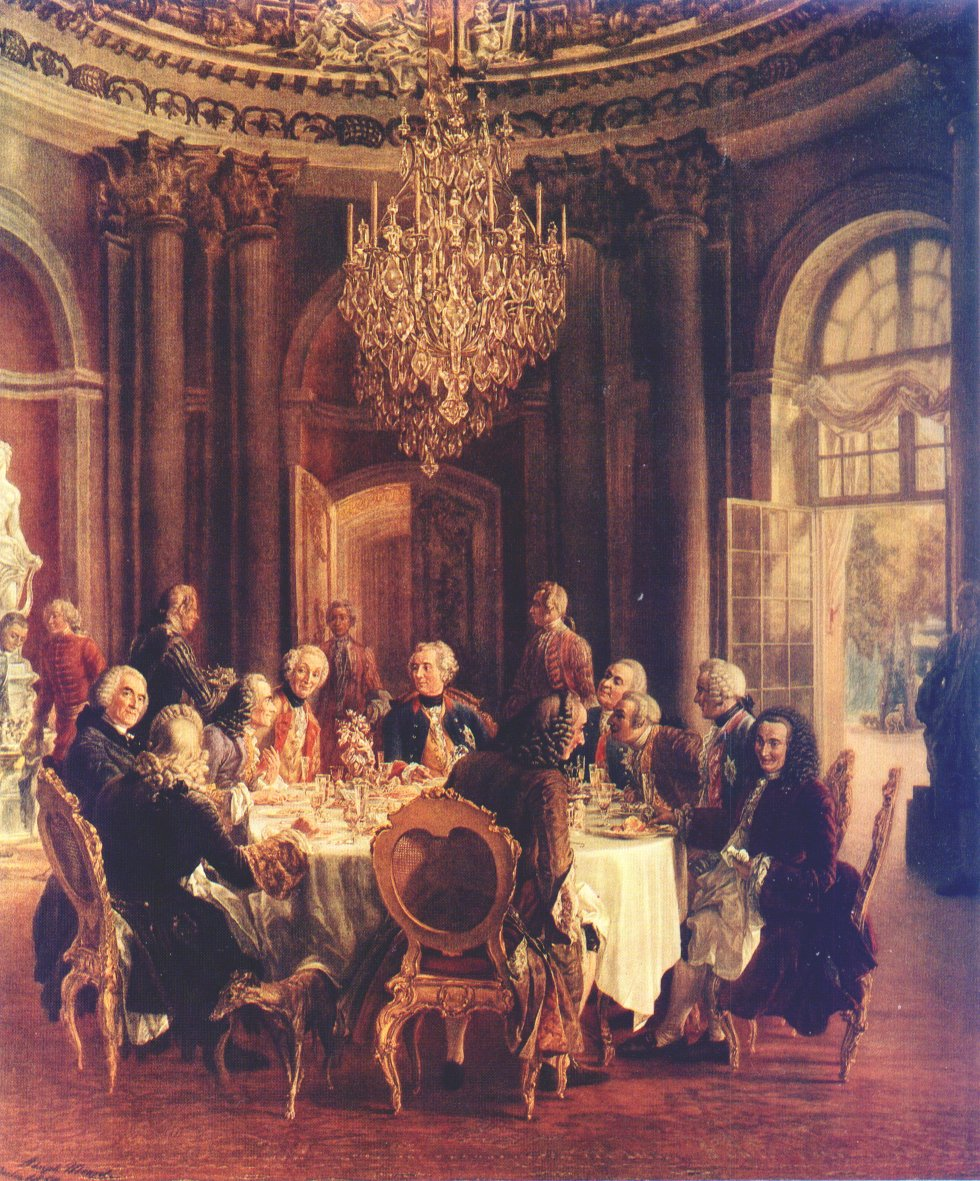
Adolph von Menzel: Tafelronde van Frederik de Grote in Sanssouci, in 1945 verloren gegaan.
Afgebeeld zijn de belangrijkste leden van de Berlijnse Academie. Links en profil Voltaire.

Een nieuwe belangrijke speler in de Europese politiek was het koninkrijk Pruisen, dat geregeerd werd door het geslacht der Hohenzollern. Vooral tijdens de Zevenjarige Oorlog (1756-1763), waarin het voortbestaan van Pruisen op het spel stond, bleek het een geduchte macht. Een coalitie van Frankrijk, Oostenrijk en Rusland slaagde er niet in om het land klein te krijgen.
Koning Frederik de Grote (1740-1786), de zoon en opvolger van Frederik Willem I, speelde een belangrijke rol bij de opkomst van het land; hij bleek een kundig veldheer. Frederik de Grote was begaafd en in intellectueel opzicht een kind van zijn tijd. Hoewel hij als koning lange werkdagen maakte, schreef hij in zijn vrije tijd gedichten en componeerde hij. In zijn jeugd had hij de geschriften van Descartes, Bayle, Locke, Wolff en Voltaire gelezen. Evenals de verlichtingsfilosofen wilde hij met alle tradities breken, in het bijzonder met die van zijn vader, die zich had laten leiden door God en de belangen van het Heilige Roomse Rijk en het huis Hohenzollern. Religie beschouwde hij als min of meer absurd.

Waar Lodewijk XIV zich had beroepen op het droit divin, legitimeerde Frederik zijn macht door zich te beroepen op een overeenkomst (sociaal contract), waarbij de onderdanen de macht aan de vorst zouden hebben overgedragen. In deze visie was de vorst slechts ‘de eerste dienaar van de staat’. Het belang van de staat en het belang van de vorst zouden synoniem zijn. Niet de heersende dynastie, maar het algemeen belang, de welvaart van de onderdanen, stond centraal. Het koningschap werd een rentmeesterschap. Het betekende overigens niet dat de macht van de vorst beperkt werd.
Frederik ging voortvarend te werk; hij bevorderde kunst en wetenschap en liet vele nieuwe gebouwen optrekken in Berlijn, de hoofdstad, en Potsdam. Hij had de ambitie om van Berlijn het Athene van het noorden te maken en slaagde hier ook in. Zijn grotendeels in het Frans geschreven oeuvre telt enkele duizenden pagina’s; hij schreef een groot aantal verhandelingen, waarin hij het programma van de verlichting uitdroeg. Daarnaast correspondeerde hij met vele vooraanstaande geleerden en schrijvers, de philosophes, onder wie Voltaire. Evenals velen van zijn tijdgenoten beschouwde hij het Duits als een barbaarse taal, terwijl hij de Franse cultuur hogelijk bewonderde. Veelzeggend zijn de titels van zijn geschriften, zoals zijn Essai sur les formes de gouvernement et sur les devoirs des souverains (1777). 

Het martelen van verdachten werd door Frederik verboden. Verder werden de rechtspraak en de belastingheffing hervormd. Fredrik probeerde de economie te stimuleren door interne tollen af te schaffen en de infrastructuur te verbeteren. Voorheen ‘woeste’ gronden werden omgevormd tot landbouwgrond. In het Pruisische leger heerste echter een ijzeren tucht: onwillige soldaten werden zwaar gestraft.
Ook de Duitse landen leverden een bijdrage aan de verlichting. De belangrijkste vertegenwoordiger van de Duitse Aufklärung was Christian Wolff (1679-1754), hoogleraar aan de Universiteit van Halle. Frederik Willem I had hem wegens ‘immoraliteit’ ontslagen. Wolff, die beweerde de gehele wetenschap te beheersen, droeg in belangrijke mate bij aan de verspreiding van de verlichting in Duitsland; ook Wolff onderschreef het idee van een sociaal contract. Duitsland telde meer dan vijftig universiteiten; vele docenten waren leerlingen van Wolff. President van de Berlijnse Academie was Maupertuis (1698-1759), wiskundige en astronoom.

Evenals vele andere intellectuelen bracht ook Voltaire (1694-1778) enkele jaren aan het hof van Frederik de Grote door. Na drie jaar kwam het echter tot een breuk: in 1753 verliet Voltaire Berlijn, dat hij had leren kennen als een kazernestaat. Hij was teleurgesteld in het karakter van de koning. Wel bleven zij met elkaar corresponderen.

### India en de EIC
Voor de achttiende eeuw beperkte de politieke invloed van Europeanen in India zich tot enkele vestigingen langs de kust. De talloze oorlogen tussen Engeland en Frankrijk hadden tot gevolg dat beide landen ook in India gingen streven naar territoriale uitbreiding. De Fransman Joseph Dupleix onderwierp enkele Indiase vorsten in het zuidoostelijk kustgebied. Vanaf 1744 waren Europese legers in India gestationeerd. In 1754 werd Dupleix teruggeroepen; zijn werkgever, de Franse compagnie, vreesde dat een grootschalig conflict met de Engelsen tot verlies van de Franse koloniën zou leiden. De Zevenjarige Oorlog (1756-1763) verliep inderdaad zeer ongunstig voor Frankrijk. Belangrijk was vooral de slag bij Plassey (1757). De heerser van Bengalen, een bondgenoot van de Fransen, werd verslagen door de Engelsman Robert Clive. Dit was het begin van het Brits imperium in India.

Gaandeweg werd het verschil in beleid tussen de VOC en de Britse East India Company steeds groter. De VOC streefde vooral naar beheersing van de handel en dwong producenten lucratieve exportproducten af te staan. In India verwierf de EIC territoriaal bezit. De onderworpen bevolking moest voortaan de van oudsher geïnde belastingen aan de Engelsen afdragen.
Naarmate de achttiende eeuw voortschreed, begon het Britse parlement zich intensiever met de koloniën bezig te houden. In 1773 werd een wet aangenomen die alle Engelsen in India onder het politiek gezag van de regering plaatste. De regering hoopte hiermee een eind te maken aan het veelal eigenzinnige beleid van de East India Company.

## Tijd van de grote revoluties

Ramon de Elorriaga: "De inauguratie van George Washington", The Granger Collection, New York. De inhuldiging van de eerste president van de Verenigde Staten vond plaats in New York.
De Amerikaanse Vrijheidsoorlog leidde tot onafhankelijkheid zonder dat aan de belangen van de Amerikaanse elite schade werd toegebracht.

In 1763 werd de Vrede van Parijs gesloten. Daarbij moest Frankrijk bijna al zijn koloniën in Noord-Amerika aan Engeland afstaan. Slechts een decennium later kwamen de dertien koloniën in opstand tegen het moederland. In 1789 werd George Washington de eerste president van de Verenigde Staten. In datzelfde jaar brak in Frankrijk de Franse Revolutie uit. Het streven naar emancipatie van achtergestelde groepen was ontleend aan de verlichting.
Sommige historici, waaronder Palmer, menen dat deze gelijktijdigheid niet berustte op toevalligheden, maar dat de revoluties en opstanden een wezenlijk kenmerk waren van deze periode. Volgens deze opvatting waren het vrijwel overal dezelfde factoren, eenzelfde sociaal-politiek klimaat, die deze onrust in de westerse wereld veroorzaakten. In zijn gelijknamige boek spreekt Palmer van een “age of the democratic revolution”, soms van een “Atlantische revolutie”. Aan beide zijden van de oceaan was gedurende enkele decennia immers op grote schaal sprake van politieke onrust. Voorts wijst hij op overeenkomsten waar het de leuzen en kreten van de revolutionairen betreft.
Volgens Palmer was de onrust in belangrijke mate het gevolg van een toenemende belastingdruk. Een aantal monarchieën, waaronder Frankrijk en Engeland, hadden in de voorbije jaren enkele kostbare oorlogen gevoerd en grote schulden gemaakt. Het was vervolgens de aristocratie die met een beroep op overerfde tradities het verzet tegen de verhoging van de belastingen leidde. Daarbij bediende zij zich soms van democratische leuzen, zoals representatie en conventie. Palmer meende dat de adel bijna overal het maatschappelijk en politiek leven domineerde en zijn positie zelfs in de afgelopen decennia had versterkt. Nu was deze eropuit die dominante positie veilig te stellen. Dit streven naar versterking van haar positie door de aristocratie wordt gewoonlijk 'aristocratische reactie' genoemd.

Aldus moest de adel op termijn wel in conflict komen met de burgerij, die juist streefde naar een open elite en afschaffing van privileges op basis van geboorte en geloofsovertuiging. De burgerij wenste inspraak bij politieke besluitvorming. Democratische beginselen, zoals de verruiming van het kiesrecht, werden slechts door de meer radicale elementen binnen de burgerij nagestreefd. Pas in latere – meer radicale – fasen van de revoluties speelden dergelijke opvattingen een rol.

Als het begin van dit tijdvak van revoluties beschouwt Palmer de onlusten in Genève in 1768.
Franse historici maakten bezwaar tegen de these van Palmer, omdat deze het unieke karakter van de Franse revolutie leek te ontkennen. Palmer wees de kritiek van de hand; hij beschouwde de Franse revolutie zelfs als de climax; het effect van de revolutie was in Frankrijk aanzienlijk groter dan elders. Hij meende dit te kunnen verklaren door de scherpere sociale tegenstellingen van het ancien régime in Frankrijk. Dat de gebeurtenissen in Frankrijk ook dikwijls beslissende invloed hadden op ontwikkelingen in andere landen gaf Palmer volmondig toe.

Recenter onderzoek heeft echter aangetoond dat in Frankrijk de grens tussen adel en bourgeoisie, het meest welvarende deel van de burgerij, vervaagd was. Van een tegenstelling tussen adel en burgerij in hun totaliteit kon daarom geen sprake zijn. Er bestond immers al een elite van notabelen van gemengde komaf; de aristocratie bestond zelf uit verschillende groepen. Wellicht is het juist die gemengde elite geweest die de revoluties ontketende en mogelijk maakte.

### Agrarische revolutie
Vruchtwisseling maakt het mogelijk het middeleeuwse drieslagstelsel te vervangen door het vierslagstelsel, zonder braakligging. Ook doen tot dan toe onbekende gewassen zoals de aardappel en maïs hun intrede in Europa. De invoering van de keerploeg maakt een betere grondbewerking mogelijk. Men gaat zaaizaden selecteren voor de volgende oogst. Alleen de beste zaden worden gebruikt en zorgen zo voor een betere opbrengst. Een betere bemesting en vervanging van ossen door paarden als trekdieren helpen ook bij het vergroten van de productie. In sommige gebieden wordt het landbouwareaal vergroot door massale kap van bossen, het droogleggen van moerassen en het in cultuur brengen van andere woeste gronden.

### Noord-Amerika; ontstaan van de Verenigde Staten
De Amerikaanse revolutie had het karakter van een vrijheidsoorlog; zij was bovenal het gevolg van een streven naar nationale zelfstandigheid. Sociale veranderingen hadden geen prioriteit en bleven dan ook beperkt. Tot op zekere hoogte was de revolutie een burgeroorlog: sommige loyalisten bleven Engeland trouw. De grote tegenstander van de revolutionairen was niet de koning, maar het Britse Parlement.
Al kort na de Vrede van Parijs rezen er spanningen tussen de Britse regering en de koloniën in Noord-Amerika. Formeel gezien bezat de regering er verregaande bevoegdheden. De enorme afstand was echter een factor die aan de praktische uitvoering van het gezag duidelijk beperkingen oplegde. Het parlement en de Board of Trade and Plantations hadden bovendien geen al te helder beeld van de situatie ter plaatse. Dwang en controle waren slechts mogelijk voor zover de koloniën eraan meewerkten. 

Invloedrijk was het pamflet Common Sense van de Engelsman Thomas Paine, die zich in 1774 in Philadelphia had gevestigd. Het vlugschrift overtuigde veel kolonisten ervan om voor een onafhankelijke republiek te strijden.
Aanvankelijk bestonden de Verenigde Staten uit dertien vrijwel onafhankelijke republieken. Separatistische tendensen hadden de overhand, waardoor de Articles of Confederation uit 1776 het land met een zeer zwak centraal gezag hadden opgezadeld. In de praktijk gaf dit veel problemen. Daarom kwam men in Philadelphia bijeen om een grondwet op te stellen. 

De in 1787 door de vijfenvijftig Founding Fathers geschreven grondwet van de Verenigde Staten is van groot historisch belang; het is de oudste nog functionerende grondwet. De grondwet is vooral het product van de gematigde krachten. Radicalen maakten slechts in beperkte mate deel uit van het illustere gezelschap. De uiteindelijke tekst is in hoge mate beïnvloed door verlichtingsdenkers als John Locke en, in mindere mate, Montesquieu. Ook de republikeinse ideeën van de zeventiende-eeuwse puriteinen en hun navolgers hebben een rol gespeeld. Deze invloeden worden zichtbaar in de duidelijke beperkingen die de grondwet stelt aan de macht van de staat. Daarentegen worden de onvervreemdbare rechten van het individu benadrukt. Vooral de vrijheid van het individu kon in de ongetemde wildernis van de Amerikaanse koloniën op een rijke traditie bogen. 

De Founding Fathers maakten van de Verenigde Staten een bondsstaat met een zwakke federale overheid. Wel kreeg de wetgever de bevoegdheid federale wetten te maken, die voor alle burgers gelden. Alle dertien voormalige koloniën namen ook een eigen grondwet aan. Om de macht van de overheid te beperken werd het beginsel van de scheiding der machten op vrijwel alle bestuurslagen doorgevoerd. Een bill of rights werd toegevoegd: ook het recht om – wanneer de fundamentele rechten van burgers werden aangetast – in opstand te komen werd hierin genoemd. Democratisch waren de constituties niet. De bezittende klasse kreeg meer rechten toebedeeld.

### Industriële revolutie
De Franse Revolutie van 1789 was het begin van een zeer onstabiele periode in Europa, die bijna drie decennia duurde. Engeland was een van de weinige landen waaraan de onrust grotendeels voorbijging. Hier vond in deze jaren een ‘revolutie’ van een geheel andere aard en orde plaats: de zogenaamde industriële revolutie. Dit was een van de meest ingrijpende ontwikkelingen uit de menselijke geschiedenis, qua belang slechts vergelijkbaar met bijvoorbeeld de neolithische revolutie, het ontstaan van landbouw. De industrialisatie deed het economisch leven ingrijpend veranderen; de productie van goederen nam sterk toe, nieuwe technieken werden ontwikkeld en ook de distributie van goederen vond plaats over nieuwe wegen.

## Gebeurtenissen
| - secularisering - ontwikkeling van de boekdrukkunst - handelskapitalisme - ontdekkingsreizen - opkomst van nationale staten - expansie van het Ottomaanse Rijk - ontdekking van Amerika - reformatie - godsdienstoorlogen - rivaliteit tussen Habsburg en Valois - opkomst van literatuur in de volkstaal - Nederlandse Opstand - Dertigjarige Oorlog |  | - Engelse Burgeroorlog - Qingdynastie in China - kolonisatie en verspreiding van de westerse beschaving - opkomst van het absolutisme - wetenschappelijke revolutie - Glorious Revolution - opkomst van Engeland en het Russische Rijk - mondialisering van de economie - verlichting - Zevenjarige Oorlog - Amerikaanse Onafhankelijkheidsoorlog - begin van de industriële revolutie - Franse Revolutie |

## Belangrijke personen
| - Petrarca - Leonardo da Vinci - Erasmus - Albrecht Dürer - Luther - Karel V - Calvijn - Filips II - Elizabeth I - Hendrik IV - Shakespeare - Hugo de Groot - Richelieu - Hobbes - Descartes - Rembrandt - Christiaan Huygens - Vermeer |  | - Spinoza - Locke - Van Leeuwenhoek - Lodewijk XIV - Newton - Leibniz - Willem III - Peter de Grote - Bach - Montesquieu - Voltaire - Frederik de Grote - Kant - Washington - Goethe - Mozart - Napoleon I - Beethoven |